# 7-Eleven
7-Eleven（商標圖案作7-ELEVEn，意指「7-11」），是美国的跨國連鎖便利店集團，成立於1927年，最初是位於美國达拉斯的南方製冰公司。1928年至1946年间，公司名为Tote'm Stores。
截至2024年1月，7-Eleven全球門店總數達84,500家，分佈於全球多個國家與地區，包括韓國、美國、挪威、瑞典、丹麥、加拿大、墨西哥、中國大陸、香港、澳門、澳大利亞、臺灣、新加坡、泰國、柬埔寨、馬來西亞、菲律賓、印度、越南等地。與全家、羅森、Circle K等便利店互相競爭。

## 歷史

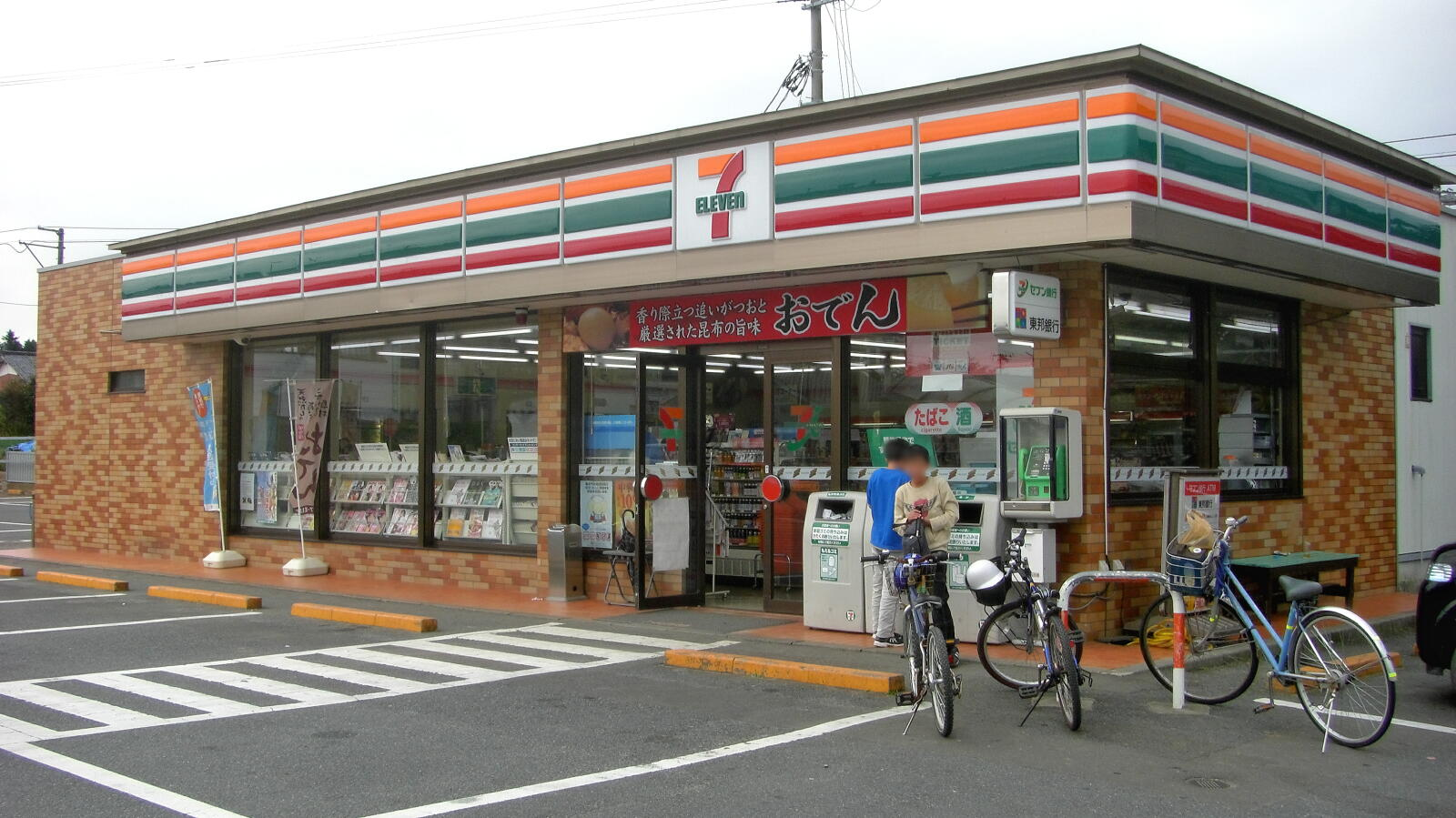
7-Eleven福島新地町店

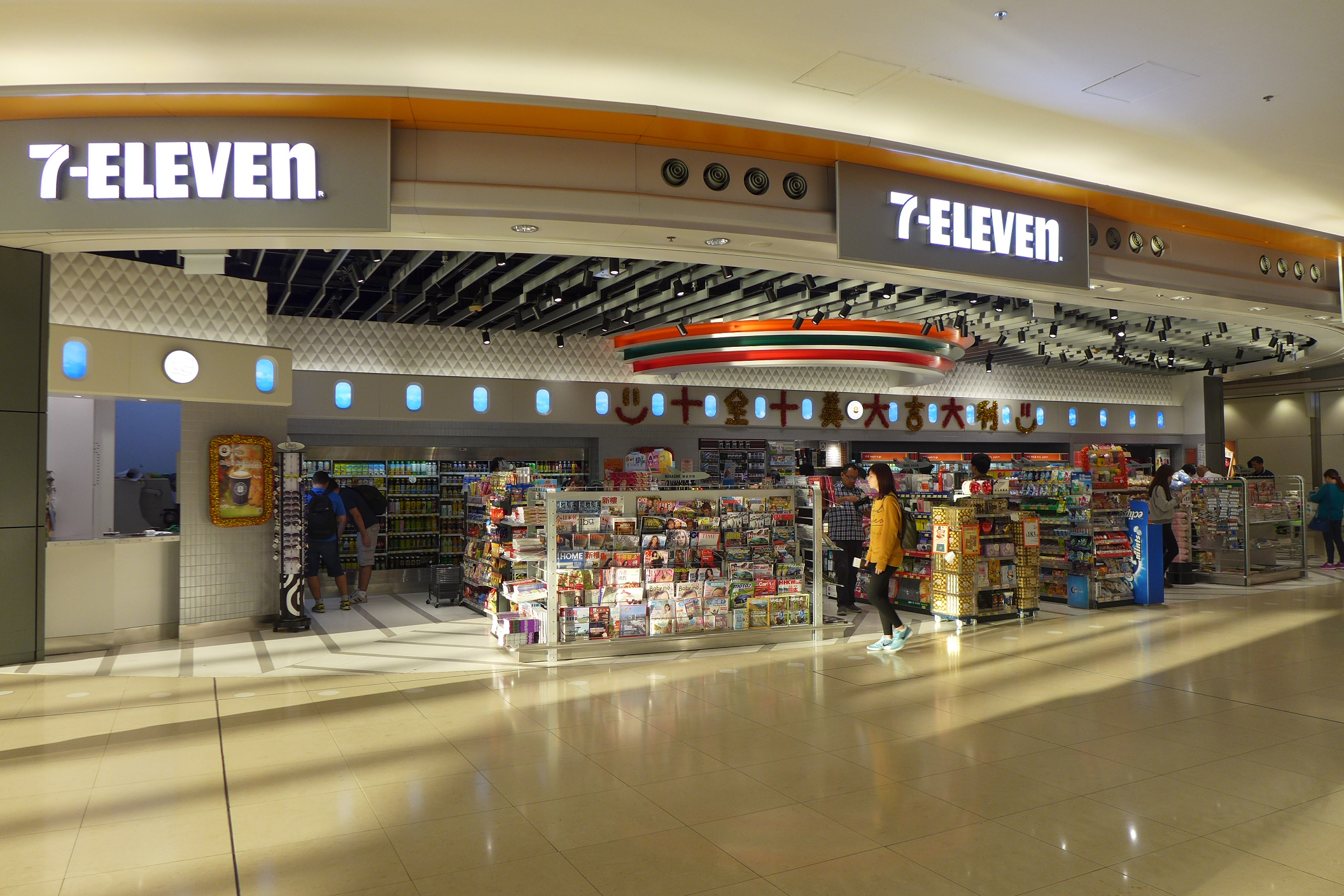
7-Eleven機場内店舖（香港國際機場二號客運大樓）

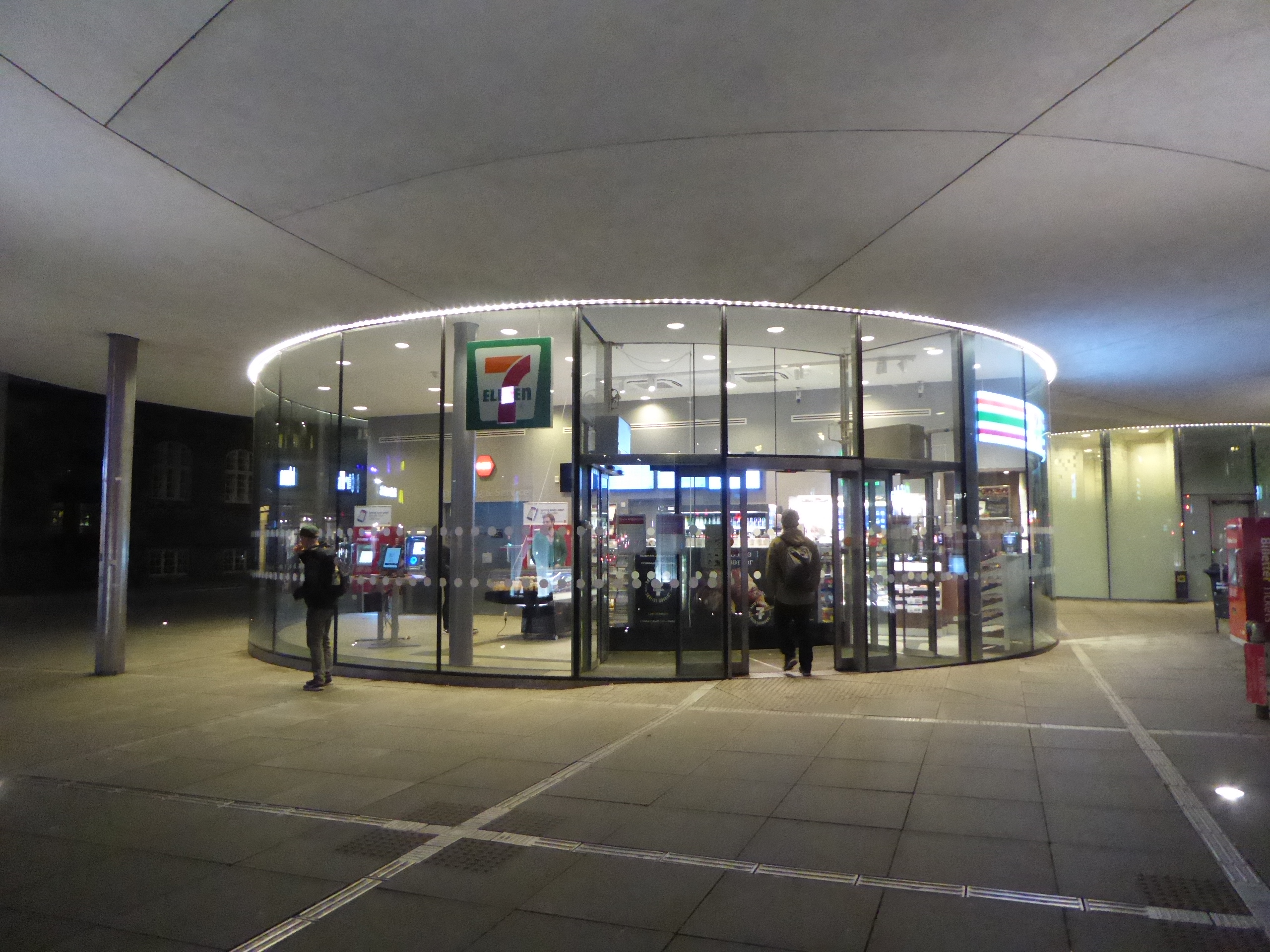
丹麥哥本哈根北門站的7-Eleven

- 1927年，南方製冰公司（The Southland Ice Corporation）於在美國德克薩斯州達拉斯成立了販售冰品、牛奶、雞蛋為主的圖騰商店（Tote'm stores）。
- 1946年，由於營業時間延長為上午7時至晚上11時，圖騰商店改名為7-Eleven。
- 1952年，南方製冰公司成立了第100家7-Eleven。
- 1962年，南方製冰公司首次在德州奥斯汀實驗24小時經營。
- 1969年，与加拿大成立第一间跨国便利店。
- 1971年，南方製冰公司於墨西哥開拓7-Eleven市場。
- 1974年，日本伊藤洋華堂公司獲授權在日本成立7-Eleven。
- 1979年，臺灣統一企業公司獲授權在臺灣成立7-Eleven。
- 1981年，香港牛奶公司獲授權在香港成立7-Eleven。
- 1989年，韓國開設第一家7-Eleven。
- 1991年，伊藤洋華堂取得南方公司過半股權，南方製冰公司因此成為日資控股企業。
- 1992年，香港牛奶公司獲授權在深圳成立7-Eleven。
- 1996年，香港牛奶公司獲授權在廣州成立7-Eleven。
- 1999年，南方製冰公司名稱改為7-Eleven公司(7-Eleven Inc.)。
- 2000年4月20日，臺灣統一企業與7-Eleven簽訂臺灣永久授權契約[5]。
- 2000年7月7日，7-Eleven Inc.從納斯達克(NASDAQ)交易市場晉升到紐約證券交易所。
- 2005年，香港牛奶公司獲授權在澳門成立7-Eleven。
- 2005年9月1日，伊藤洋華堂成立新控股公司「7&I控股」，統一管理伊藤洋華堂、7-Eleven Inc.及在日本的7-Eleven，並於2005年11月9日正式完成收購7-Eleven Inc.的全部股權[6]，正式的將這家美國公司完全的子公司化，同時也正式自證券市場下市。
- 2017年5月19日柒一拾壹（中國）投資有限公司（SEVEN ELEVEN CHINA，簡稱SEC）將正式把浙江省的7-ELEVEN經營授權給統一超商（浙江）便利店有限公司。
- 2017年7月4日，由印尼Honoris何春霖家族經營的控股上市公司現代國(Modern Internasional，IDX:MDRN)，旗下的零售子公司Modern Sevel Indonesia日前宣布，自6月30日起，將關閉在印尼剩下的120家7-Eleven店面。
- 2019年7月11日，沖繩首批14間7-Eleven分店開幕，意味著7-Eleven完成全日本展店。
- 2021年，信實工業旗下的信實零售（英语：Reliance Retail）取得印度經營權，首間7-Eleven於同年10月9日在孟買開幕。[7]

## 全球分佈及店數

7eleven特許商分布

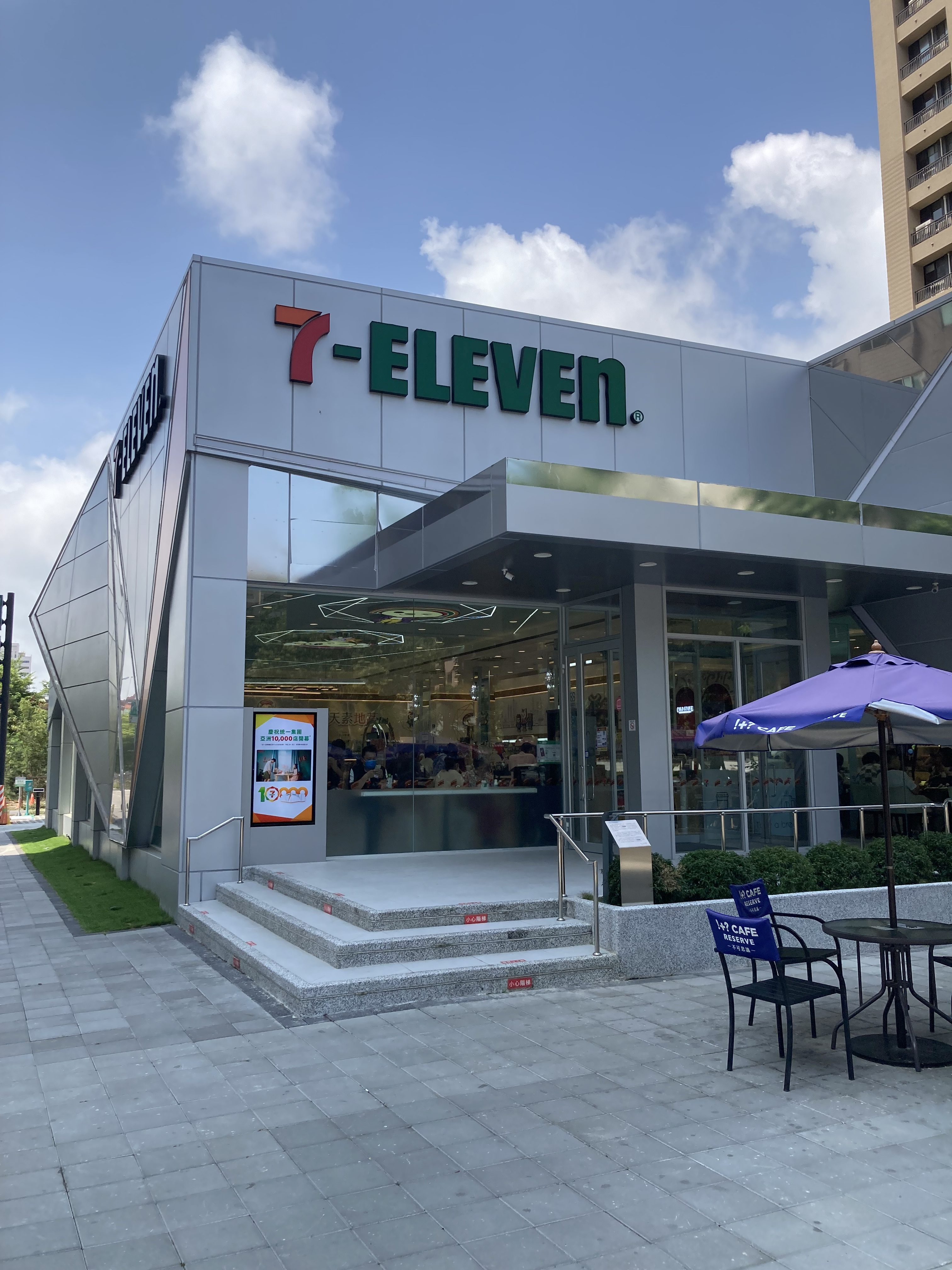
台南市安平區7-Eleven 亞萬門市, 統一企業在亞洲(台灣,菲律賓,中國)的第10,000門市

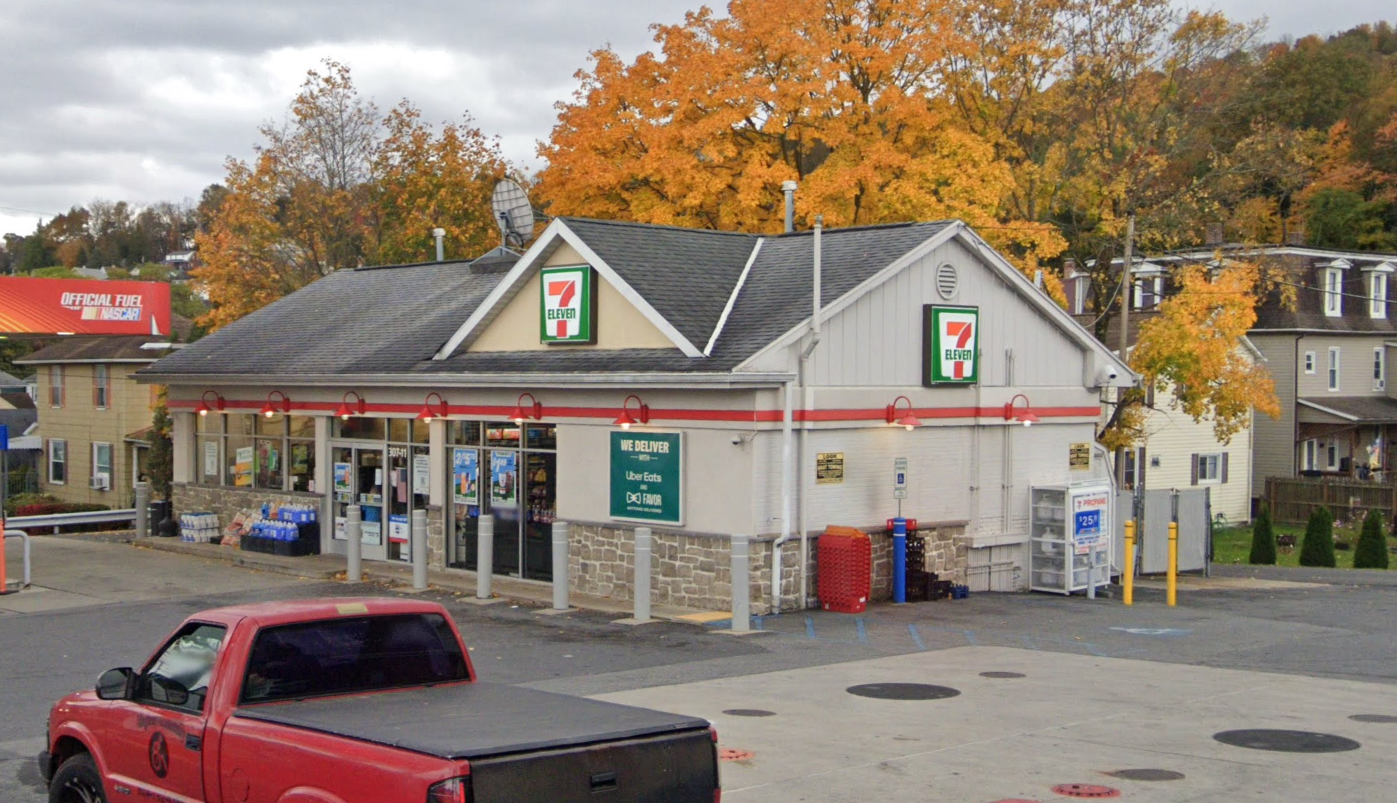
美国宾夕法尼亚州约翰斯顿的7-Eleven便利店

至2019年3月末的統計，7-Eleven的全球分店總數為68,236余家，其經營市場分別由下列地區所組成：
- 7-Eleven INC（全球7-Eleven總部，7&I控股子公司）所屬：
  - 2009年的營業額171億美元
    - 美國940家
    - 加拿大626家

  - 美國區域授權經營：413家
    - Garb-Ko,Inc.（密歇根州部份地區、紐約州、印第安納州（印第安納波利斯）及俄亥俄州（哥倫布））89家
    - Handee Marts, Inc.（賓夕法尼亞州、俄亥俄州及加州部份地區）62家
    - Resort Retailers（猶他州）9家
    - Prima Marketing（西維珍尼亞州（中部及西部）及東俄亥俄州部份地區）86家
    - Southwest Convenience Stores,Inc.（德克薩斯州西部、新墨西哥州）167家
    - 夏威夷56家
- 日本7-Eleven（7&I控股子公司）所屬：
  - 日本20,904家 經營總面積2,439,550平方米
- 泰國7-Eleven（卜蜂集團）11,229家
- 韩国7-Eleven（樂天集團）11,170家
- 中國大陸 7-Eleven（上海统一超商、南京金鹰集团）1,883家
- 香港7-Eleven（牛奶公司）1,000家
- 澳門7-Eleven（牛奶公司）51家
- 台灣7-Eleven（統一超商）7,000家以上[9]
- 馬來西亞7-Eleven（成功零售有限公司(Berjaya Retail Bhd)持有57%股份7-11大马控股）2,311家
- 墨西哥1,801家
- 丹麥170家
- 新加坡7-Eleven（牛奶公司）393家
- 菲律賓7-Eleven（統一超商持股51.56％）2,864家（2018年營業額261億新臺幣，利潤8億8,706萬新臺幣）
- 澳洲696家
- 瑞典84家
- 挪威152家
- 越南（7&I控股）28家

## 經營特色

### 代表商品

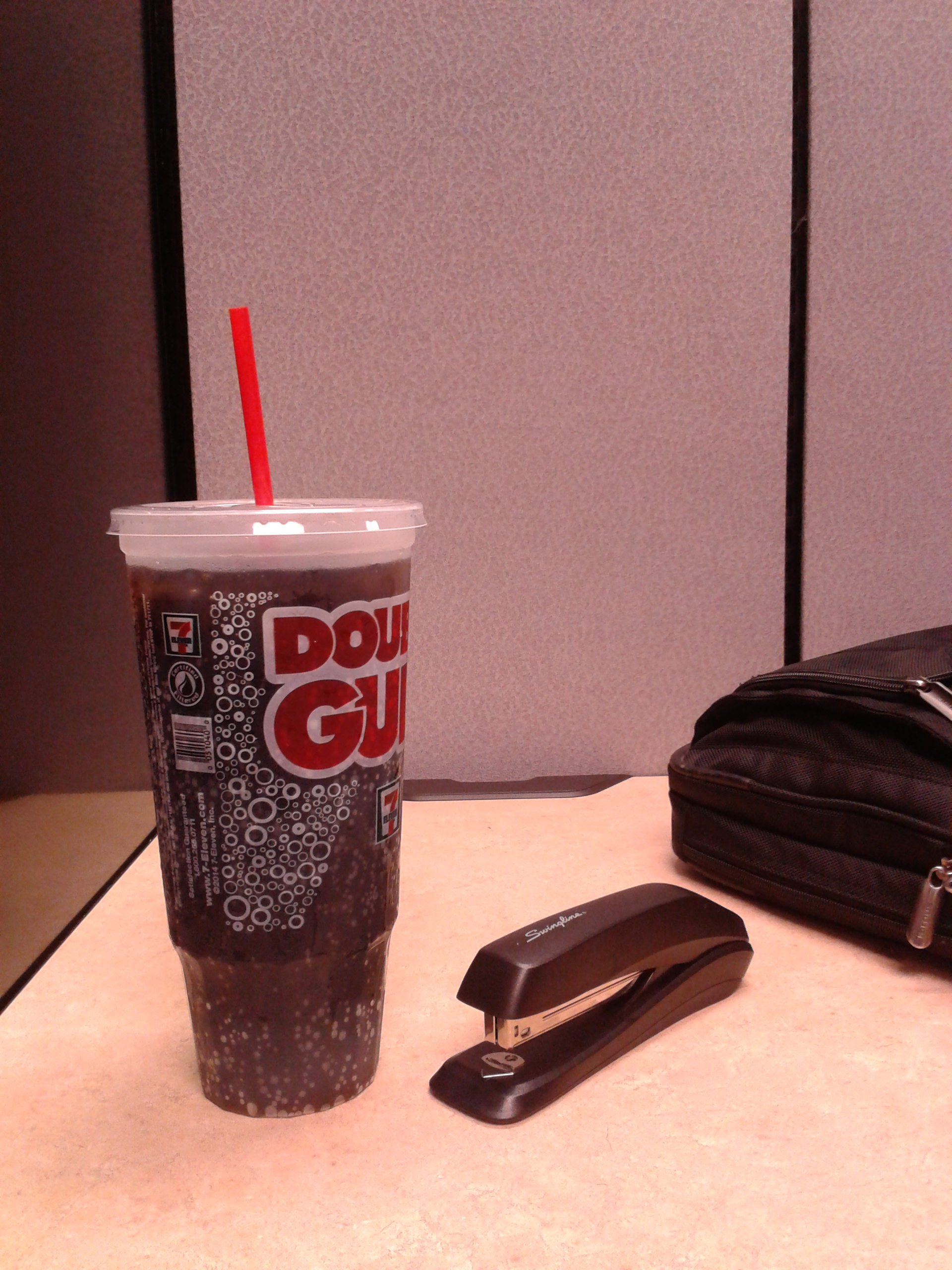
一杯重量杯（Big Gulp）

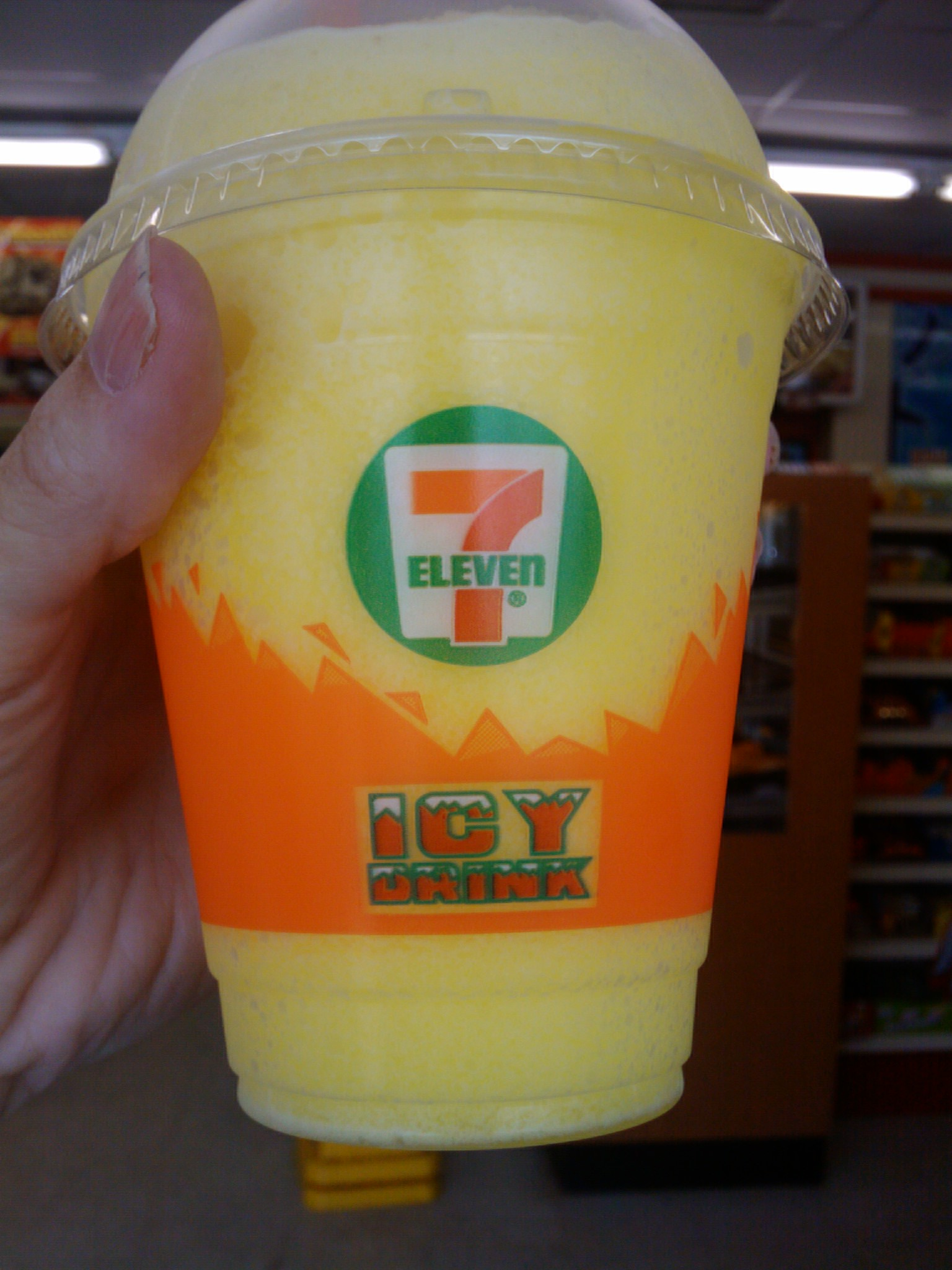
7-11 Icy Drink Cup

目前7-Eleven有幾項商品於全世界銷售，包含：
- 重量杯：中國大陸廣東及港澳称自由斟。港澳、台灣曾有一段時期流行過，但現在因應供應商停產而全部均已停售。分為大、中、小杯。
- 大亨堡（Big Bite）
- （與中國大陸的7-Coffee、香港和澳門的「7 Cafe」及臺灣的「City Cafe」略有不同）
- 思樂冰（Slurpee）：一種冷凍為冰沙狀的碳酸飲料，7-Eleven獨家販售，美國為主要銷售區域，中國廣東、上海、长沙、香港、澳門、泰國、馬來西亞有販售、台灣曾有一段時期暫停銷售，但現在有部份門市販售。

### 國際製販同盟
由於7-Eleven在許多國家都有展店，因此可以通過國際共同採購或是相互介紹廠商的方式，降低商品採購成本，並創造有特色的商品。

### 7-11 Day
每年的7月11日為「7-11 Day」，此傳統為臺灣7-Eleven所創。最早的目的是希望後勤單位不要忘記第一線門市店作業的辛苦，因此選定每年的此日，所有臺灣7-Eleven後勤單位人員包含所有高級主管，都要到門市上班一天，因此又稱並肩工作日，後來其他國家陸續仿效，但其目的不一，美國7-11 Day定位在慶祝的角色，每年此日全美國7-Eleven均會提供免費的思樂冰，日本及香港的7-11 Day有兩天，除了7月11日外還有11月7日，在這天全日本的7-Eleven均會清理門市店的周邊巷道，這項工作目前也被臺灣列入7-11 Day的工作項目之一，而香港則提供購買滿100元享有77折折扣。
因澳洲的日期格式為日／月／年，因此其「7-11 Day」是在 11月 7日，也考慮到 11 月正是南半球的夏天。當日上午七點至晚上十一點，任何人只要到 7-Eleven 門市，對工作人員說「Happy 7-Eleven Day!」便可免費獲贈一杯思樂冰，因此每年當天各門市往往人滿為患。

### 商標設計
1969年，7-11的正式商標表記方式為7-ELEVEn，其中除了結尾的n為小寫外，其餘英文字母為大寫；此種設計的原因，在華人地區（尤其是臺灣）的民間說法是因為風水的因素（大寫N的最後一劃為往外，表示會將錢財散出去，而小寫n的結尾為往內，表示會吸引錢財進來），不過官方說法則表示此設計在南方公司時期就已經存在，而當初設計者只是因為美觀問題才創造出此商標。

## 各地的7-Eleven

### 大韓民國
1988年韓國SEVEN成立，1989年於首爾松坡區奧運選手村商店街成立首家分店。目前全國有9,231家分店，隸屬於樂天 (Lotte)。

### 中国大陆
7-Eleven在中国大陆的主要城市多有分布，由柒一拾壹（中國）投資有限公司管理，分布最广的地区在广东省，尤其是珠三角地区。

#### 北京市

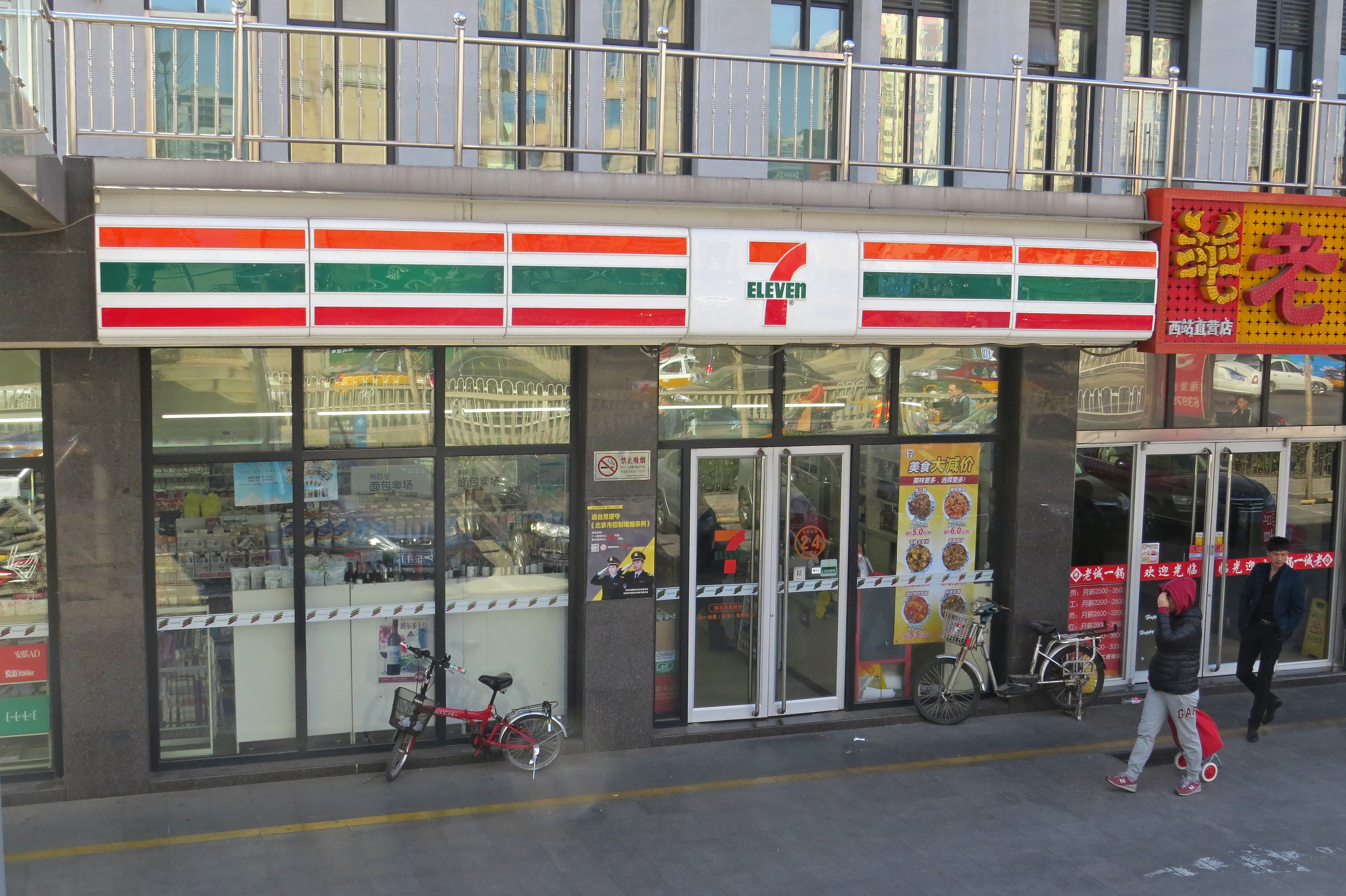
会城门桥南侧的7-Eleven便利店

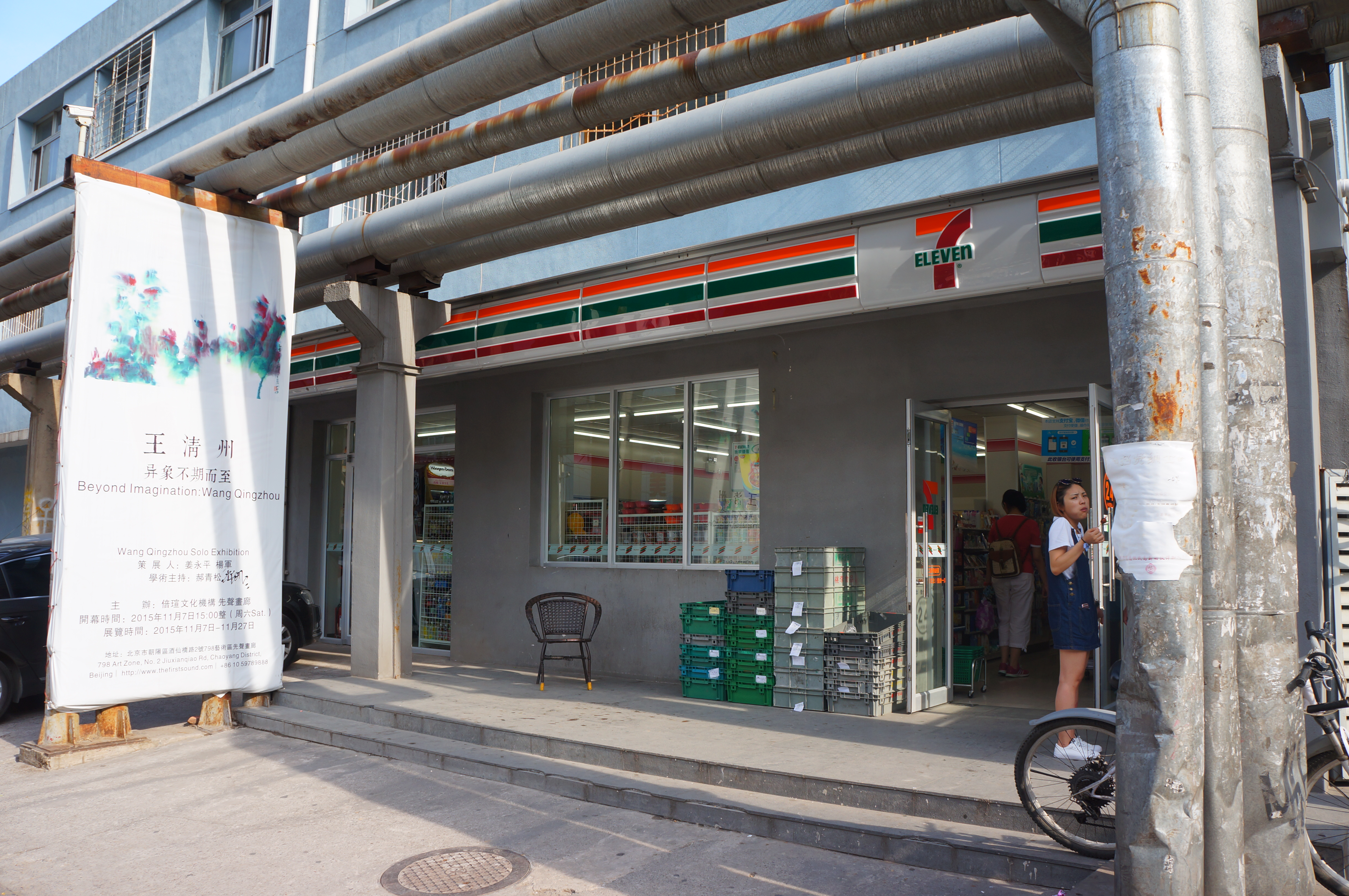
798艺术区内的7-Eleven便利店

京津地区的7-Eleven便利店由柒—拾壹（北京）有限公司经营，该公司由日商株式会社伊藤洋华堂、王府井百貨以及中国糖业酒类集团于2004年1月合资设立，该公司目前拥有京津冀三个省份的店铺经营权。
北京地区7-ELEVEN首店（東直門店）於2004年4月15日開幕，目前主要分布于北京主城四区及通州、丰台、昌平、顺义等靠近市区的区域。
北京市政府曾在部分店面推广使用市政公交一卡通消费，后放弃。京津地区7-ELEVEN直至2017年中才先后普及支付宝及微信支付，采用与卡购商城合作另设扫码机收单方式进行结算，对收银员结算及记账造成诸多不变，此后直至2018年春天才正式将该功能整合至收银机内。然因系统与银联的刷卡机整合不顺，截至2018年10月，银行卡消费及Apple Pay功能在北京的7-ELEVEN店铺中一直无法正常使用。
北京地区7-ELEVEN店铺2017年末才普及7-Coffee服务，饮品种类只有美式咖啡及拿铁两种，店中使用的商用咖啡机为与瑞幸咖啡一致的瑞士Schärer Coffee Art Plus商用咖啡机。
至2021年2月末，7-ELEVEN北京地區展店數目：北京236間。

#### 天津市

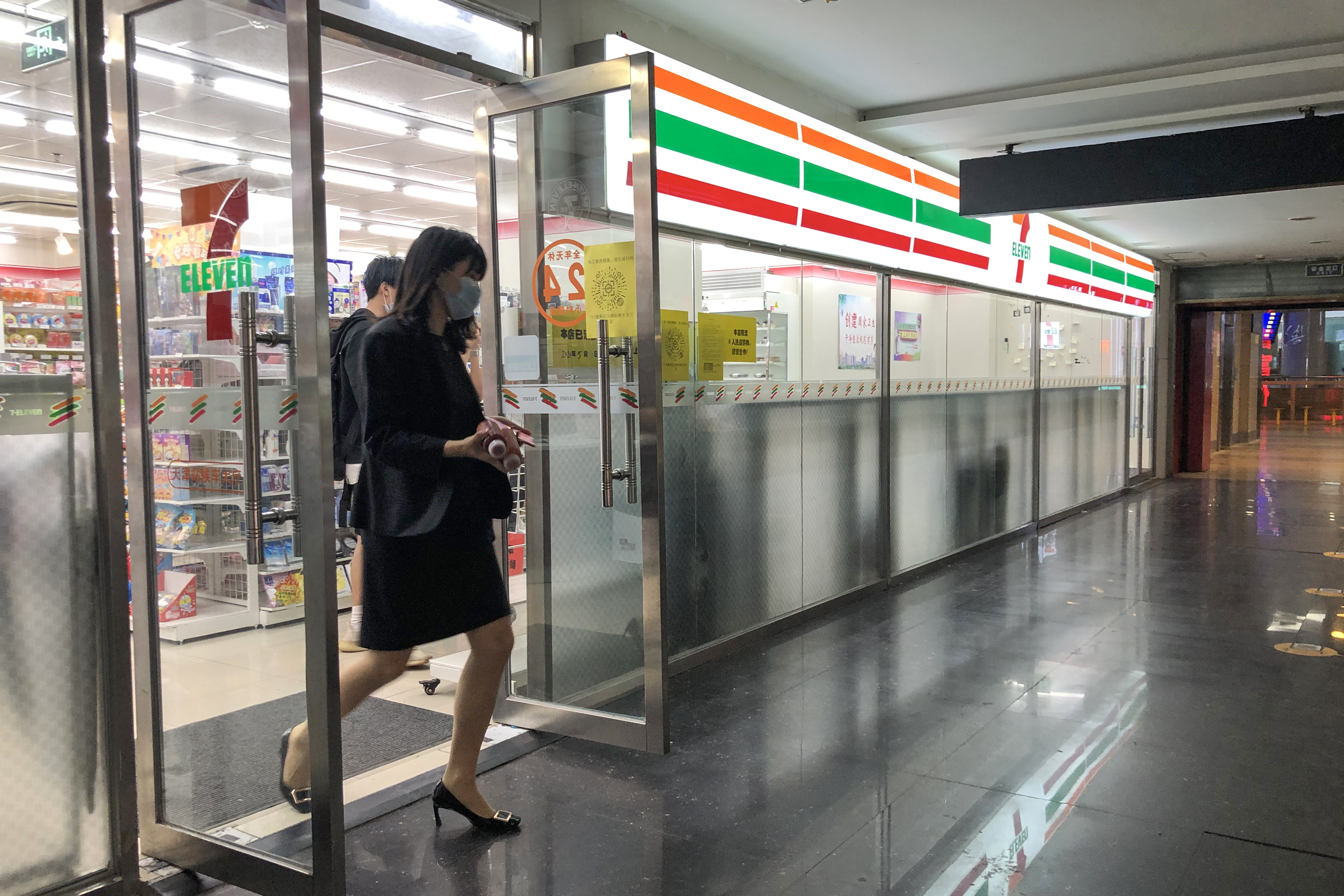
7-Eleven天津站出发层店

天津地区7-ELEVEn首店（小白楼店）于2009年9月17日开幕，店面主要分佈於天津市中心城区，滨海新区的4間店铺因城市发展的政策因素、物流运输成本过高及2015年天津港危化品仓库爆炸事故的后续影响，于2017年1月已悉数收店。2018年起逐步向津南、西青、北辰与东丽等环城区域内大型居住区进驻。2020年末開始於鄰近廊坊及北京的武清區開店。2022年6月24日，7-ELEVEn天津蓟州鼓楼店開業，至此7-ELEVEn完成了天津全部縣（區）級行政區域展店。
天津地區7-ELEVEn自2016年起普及7-Coffee服務，不同於北京門店只提供美式及拿鐵的商業策略，於2018年起其便陸續推出奶茶、熱可可及抹茶拿鐵等風味飲品，並不定期推出新品。
至2024年3月末，7-ELEVEn天津地區展店數目：天津219間。

#### 上海市

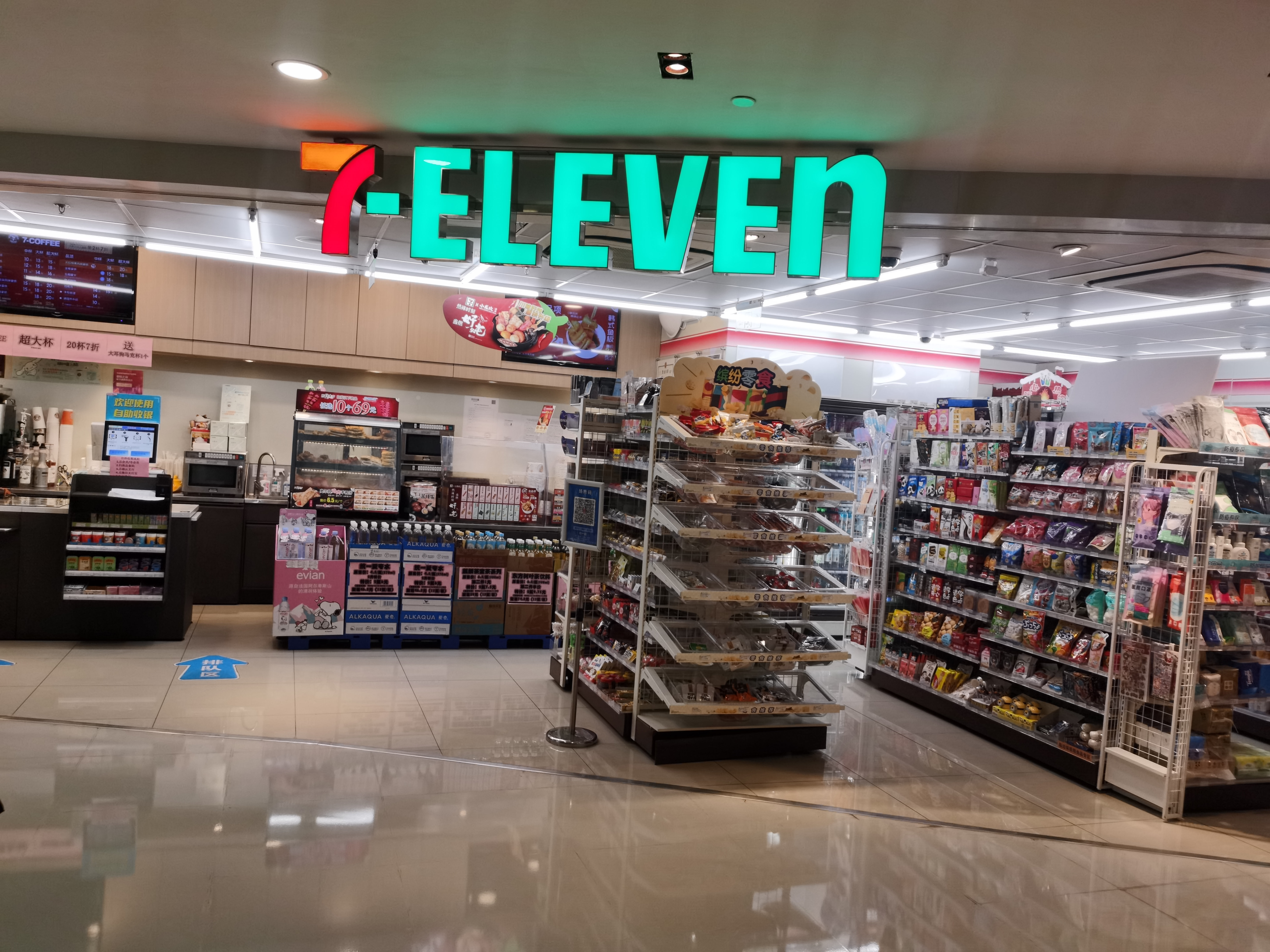
位于黄浦区恒基名人购物中心的7-Eleven便利店

上海的7-Eleven便利店首店于2009年4月29日开出，經營方统一超商（上海）便利有限公司为台湾统一超商股份有限公司100%转投资的子公司。
上海7-Eleven在現打飲品方面不止銷售7-Coffee，還銷售台灣統一超商旗下的「城市現萃茶」。
截止到2022年12月中，7-Eleven上海展店共計175間。

#### 重庆市

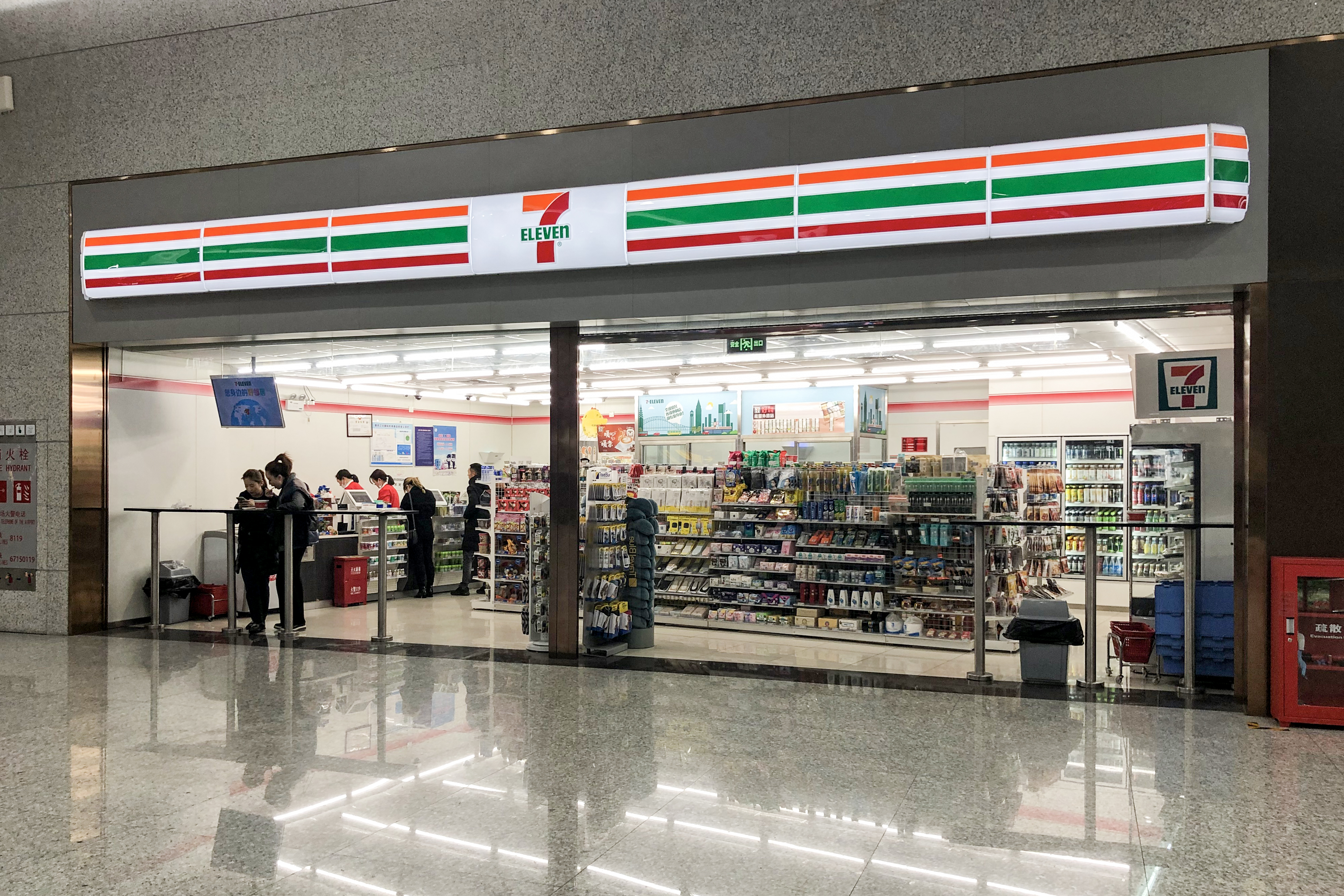
7-Eleven重庆江北国际机场T3航站楼到达层店

重庆的7-Eleven于2013年12月24日开业，由日本7&I控股集团旗下柒一拾壹（中国）投资有限公司、日本三井物产株式会社和新希望集团共同出资成立的新玖商业发展有限公司經營。均可使用重庆宜居畅通卡进行消费。
至2022年12月中，7-Eleven重慶展店共計37間。

#### 四川省
成都市于2011年3月17日在开出第一家店铺，由株式会社7&i持有股份81%和株式会社伊藤洋华堂日本持有股份19%，共同出资成立的柒—拾壹（成都）有限公司經營。
至2022年10月末，7-Eleven成都展店共計85間。

#### 山東省
7-Eleven于2012年11月7日在山东青岛开出第一家店铺，该地区店铺由山东众邸便利生活有限公司经营，其中海信集团控股股份有限公司和众地集团有限公司合组财团持有股份65%，株式会社7&i持有股份35%。于2012年7月9日经过柒一拾壹（中国）投资有限公司授予该公司山东省内的特许经营授权。
山东省7-Eleven曾在部分店铺销售思乐冰饮品，该机器由太古可口可乐方提供，但由于机器维修零件完全依赖进口，且山东本地无可维修该机器的师傅，因而总公司决定在2018年农历年后将该产品停售并取消。
2020年12月，煙台市三家7-ELEVEn同日開業，打破了開店7年來未能走出青島的局面。
至2024年9月初，7-Eleven山東展店數目：青島220間，煙台99間，濟南93間，泰安29間，临沂25间，德州20間，威海20间，济宁12间，潍坊8间。（共計526店）

#### 浙江省
杭州与宁波的7-Eleven首店分别于2017年6月29日和2017年7月6日开出，由统一超商（浙江）便利店有限公司独资经营。
至2021年2月初，7-Eleven浙江展店數目：杭州65間，寧波36間，紹興2間。（共計103店）

#### 江蘇省

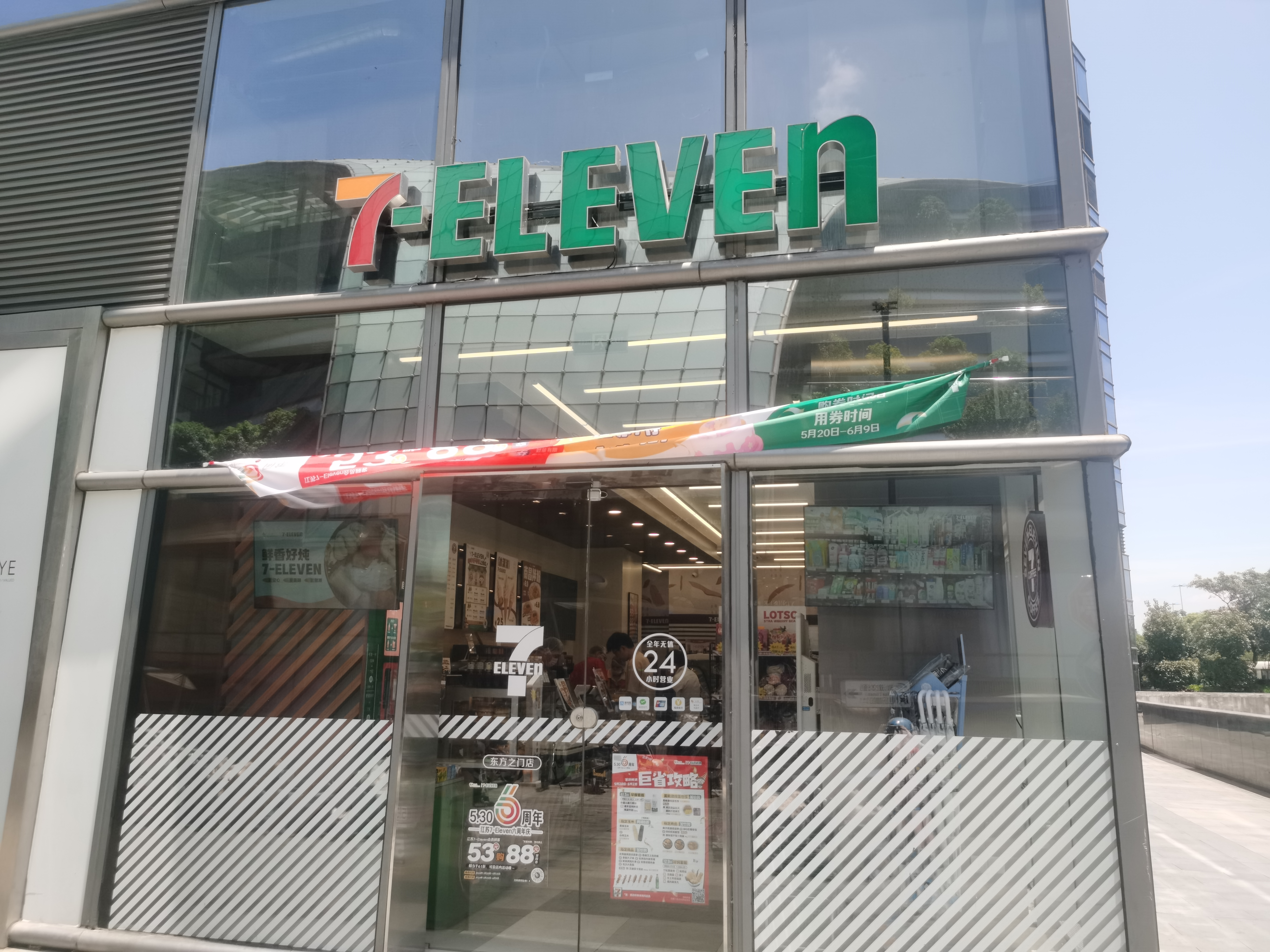
位于苏州工业园区东方之门的7-Eleven

柒—拾壹（中國）投資有限公司于2017年11月30日正式授予具台商背景的金鷹國際商貿集團（中國）有限公司簽約，由金鷹旗下的南京金鷹便利超市管理有限公司，取得7-Eleven江蘇省20年經營權。
江蘇首間7-ELEVEn門市於2018年5月30日上午7點開業，單店日銷超過人民幣37萬，打破全球7-ELEVEn最高單店日銷紀錄。
至2023年1月中，7-Eleven江蘇展店數目：南京50間，泰州7間，南通19間，揚州15間，淮安6間，鎮江13間，常州5間，鹽城3間，徐州12間。（共計130家店）

#### 陕西省
2018年12月18日晚间，柒一拾壹（中国）投资有限公司与陕西赛文提客便利连锁有限公司合作，并授权该公司在陕西省内的7-ELEVEn特许经营权，此授权具有唯一性，该公司注册在西咸新区内。陕西赛文提客便利连锁有限公司是陕西提客商贸有限公司的全资子公司，由陕西省实业发展集团和陕西高川实业集团共同出资注册，从事便利店的连锁运营和管理业务，并将从西安、咸阳两市开始进行全省便利店的布点。2019年8月22日，陕西省首家店铺在西安高新区大都荟开出。
至2021年1月末，7-Eleven陕西展店數目：西安38間。（共計38店）

#### 福建省

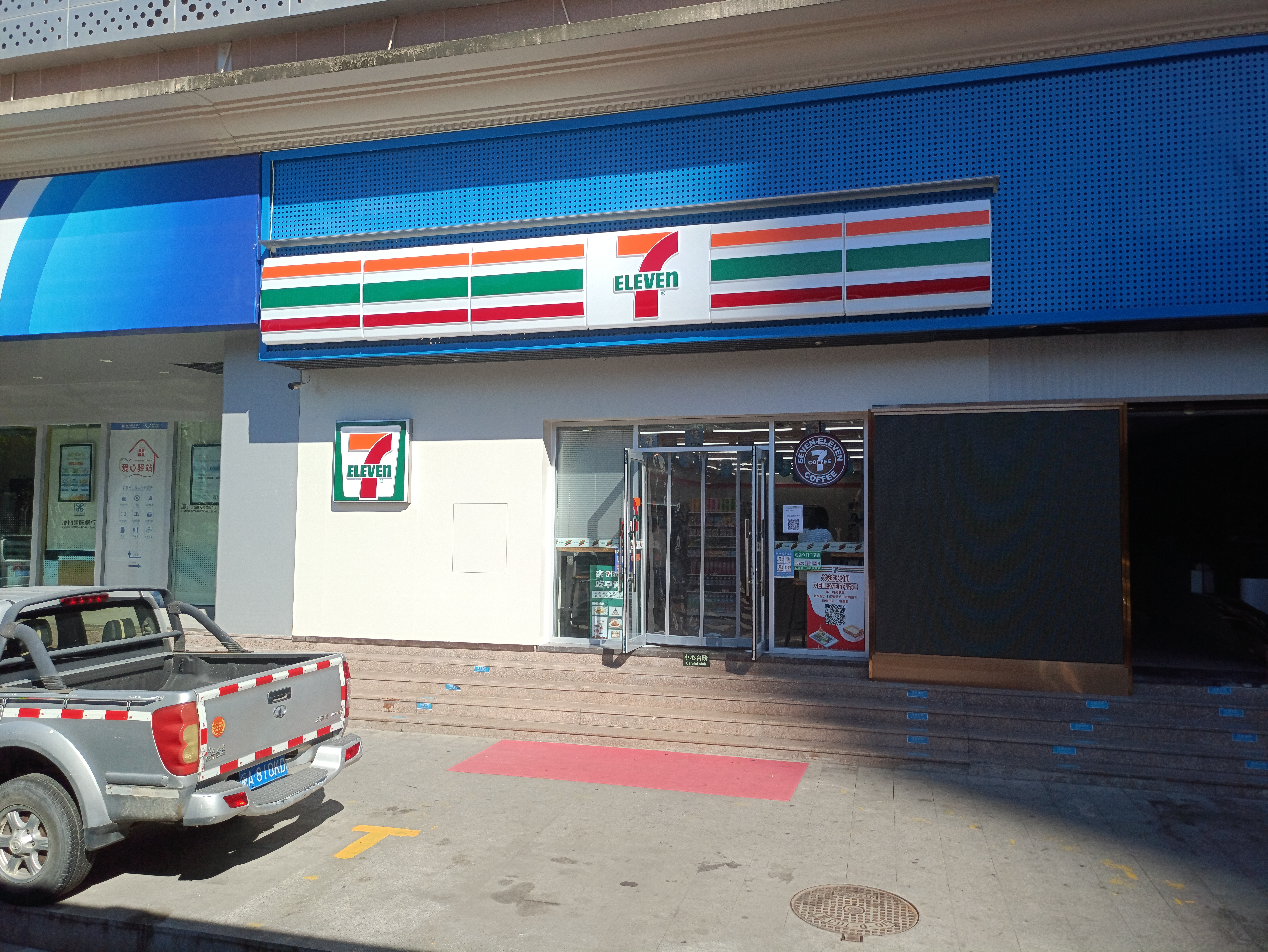
7-Eleven廈門呂厝地鐵口店

2019年4月11日，福建榕宁便利店管理有限公司与柒一拾壹（中国）投资有限公司签订福建省特许经营合同，获得福建省境内的7-ELEVEn特许经营权。7-ELEVEn福建门店初期将立足福州，并在未来向厦门、泉州等城市扩张。2019年11月7日，福建省首店在福州市东街口开业。
至2022年12月中，7-Eleven福建展店數目：福州39間，廈門22間，泉州5間。（共計66店）

#### 湖北省
2018年7月11日晚间，湖北东方美邻便利店有限公司与柒—拾壹（中國）投資有限公司签订湖北地区特许经营合同，获得在湖北省内开展7-Eleven便利店业务的许可。其中，“湖北美邻”为“无锡商业大厦大东方股份有限公司”的全资子公司。
根据「7-ELEVEn湖北」公众号的信息，全省首店将于2019年3月21日于武汉市汉街楚汉路开幕。
至2023年10月中，7-Eleven湖北展店數目：武漢34間、咸宁2间、恩施1间。（共計37店）

#### 河北省
2019年8月，唐山市唐山金匙集团、北京庄典集团与日本7-ELEVEn连锁便利店集团共同签订了唐山市7-ELEVEn的特许经营合同，后合作破局。
2022年6月29日，河北省第一間7-11於保定市開幕。
至2023年7月末，7-Eleven河北展店數目：石家莊6間，保定4間。（共計10店）

#### 湖南省
2019年10月17日，湖南友誼阿波羅全資子公司湖南友阿便利超市管理有限公司與柒一拾壹（中國）投資有限公司共同簽訂了在湖南省開展7-Eleven便利店業務的獨家特許經營合同，首店于2020年5月30日开业。
截止至2025年7月16日，7-Eleven湖南展店數目：長沙54間，株洲7间，湘潭3间，衡阳4间，邵阳3间，岳阳3间，益阳2间，常德3间，郴州3间，永州4间（共計86店）

#### 河南省

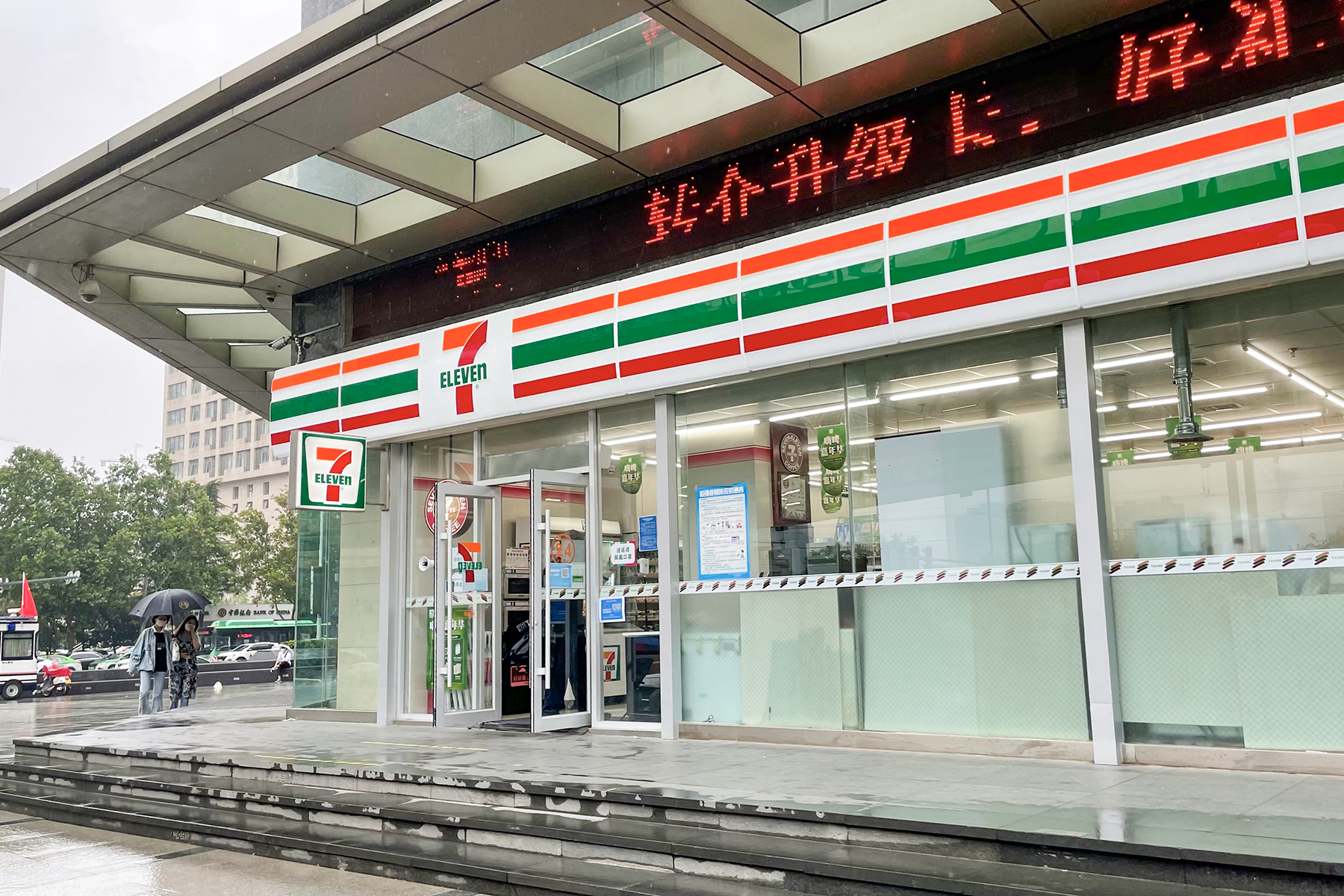
7-Eleven郑州首店，位于郑州国贸中心招银大厦楼下

2019年12月18日，三全食品全資子公司河南叁伊便利店連鎖有限公司與柒一拾壹（中國）投資有限公司簽訂了在河南省開展7-Eleven便利店業務的獨家特許經營合同，原預計2020年上半年開業，但受到2019冠状病毒病疫情影响，一直延後開幕。在10月23日第一家門市在河南省的省會鄭州市盛大開幕，開幕前大排長龍，當天的營業額超過65萬人民幣(約277萬新台幣)，創下全球營收最高的門市。
至2025年3月末，7-Eleven河南展店數目：鄭州10間。（共計10店）

#### 云南省
2021年5月19日，柒一拾壹（中国）投资有限公司与云南强林乐家连锁便利店有限公司正式签订《7-ELEVEn云南省特许经营合同》，授权云南强林乐家连锁便利店有限公司，在云南省开展7-ELEVEn便利店特许经营业务。
2021年11月19日，云南首家7-ELEVEn店铺开业。

#### 广东省

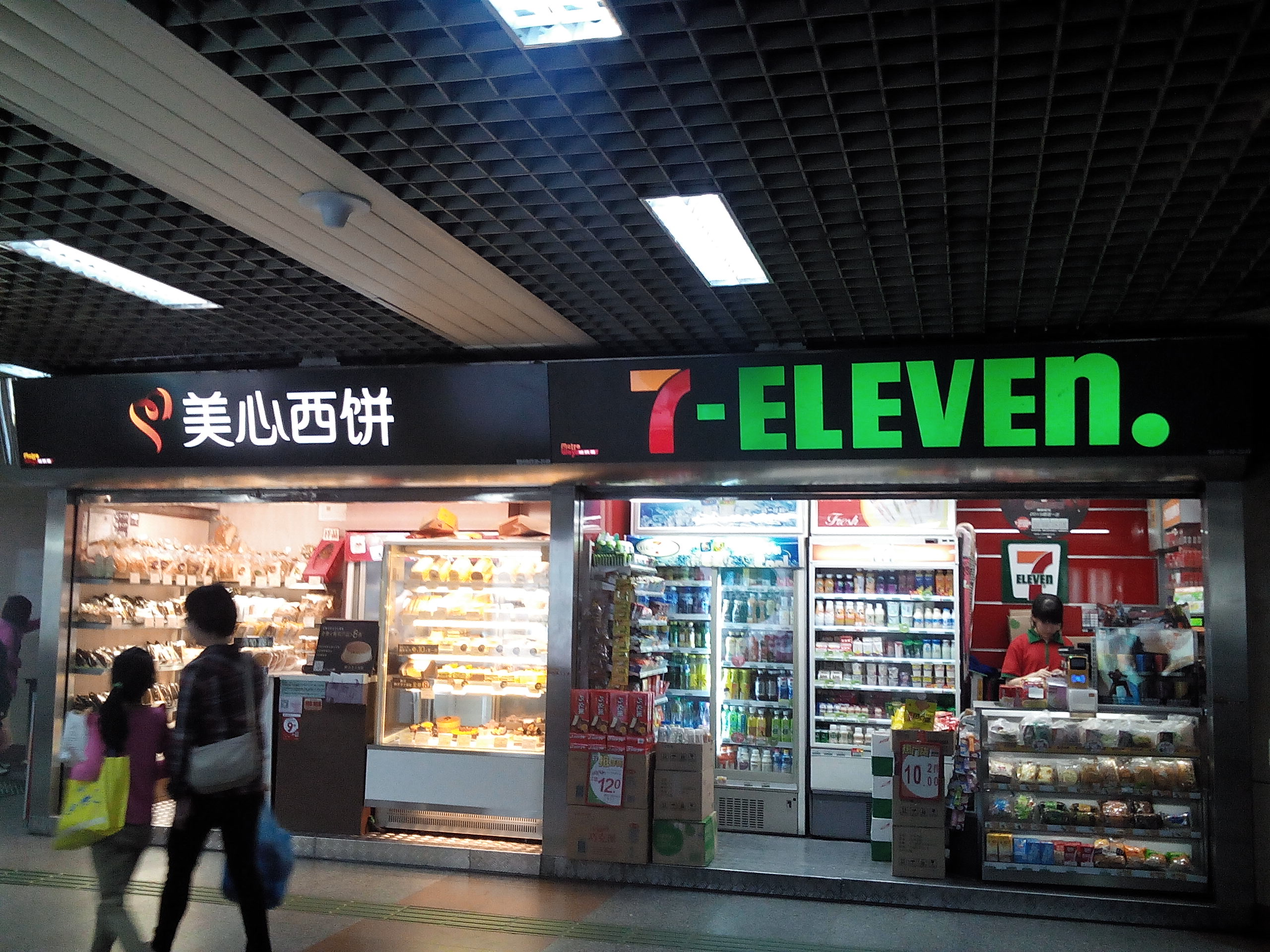
广州地铁东山口站内的7-Eleven门店

广东地区7-Eleven由广东赛壹便利店有限公司（又称“南中国7-Eleven”，香港牛奶国际控股65%，广东信捷商务发展有限公司参股35%）授權经营，1992年最先在深圳開幕5间分店，1996年进入广州，店铺主要分布于广州、深圳、东莞、佛山、中山、珠海、江门、惠州、湛江、茂名、阳江等城市。
2002年3月，南中国7-Eleven收购了在1998年进军广州并已有5间分店的am/pm，而当时联华仍然认为便利店在广东还是空白，声称会快速开设大量快客便利店，最终失败收场。
南中国7-Eleven在2005年获得商务部批准，允许其在华南地区开展特许经营业务，成为国内首家获得批准的外资连锁零售企业。7-Eleven也与广州地铁紧密合作，大部分车站均有7-Eleven分店。广州、佛山、江门全线分店都可使用岭南通（羊城通）消费及为其充值，深圳分店可使用深圳通消费及充值。
因北方企业水土不服，与7-Eleven及OK便利店这种符合广州人习惯的粤或港式本土服务相距甚远，2007年联华快客在广州的110间分店被南中国7-Eleven全部收购，退出广州。上海农工商超市集团旗下可的便利店在2006年退出，关闭广州30间分店，并将8家经营较好的自营店转让给7-Eleven。
至2021年2月初，南中國7-ELEVEn在廣東省各地展店數目：廣州608間，深圳382間，東莞39間，佛山161間，中山38間，珠海24間，江門8間，惠州14間，湛江4間，茂名3間，陽江5間。（共計1,286店）

### 北美洲

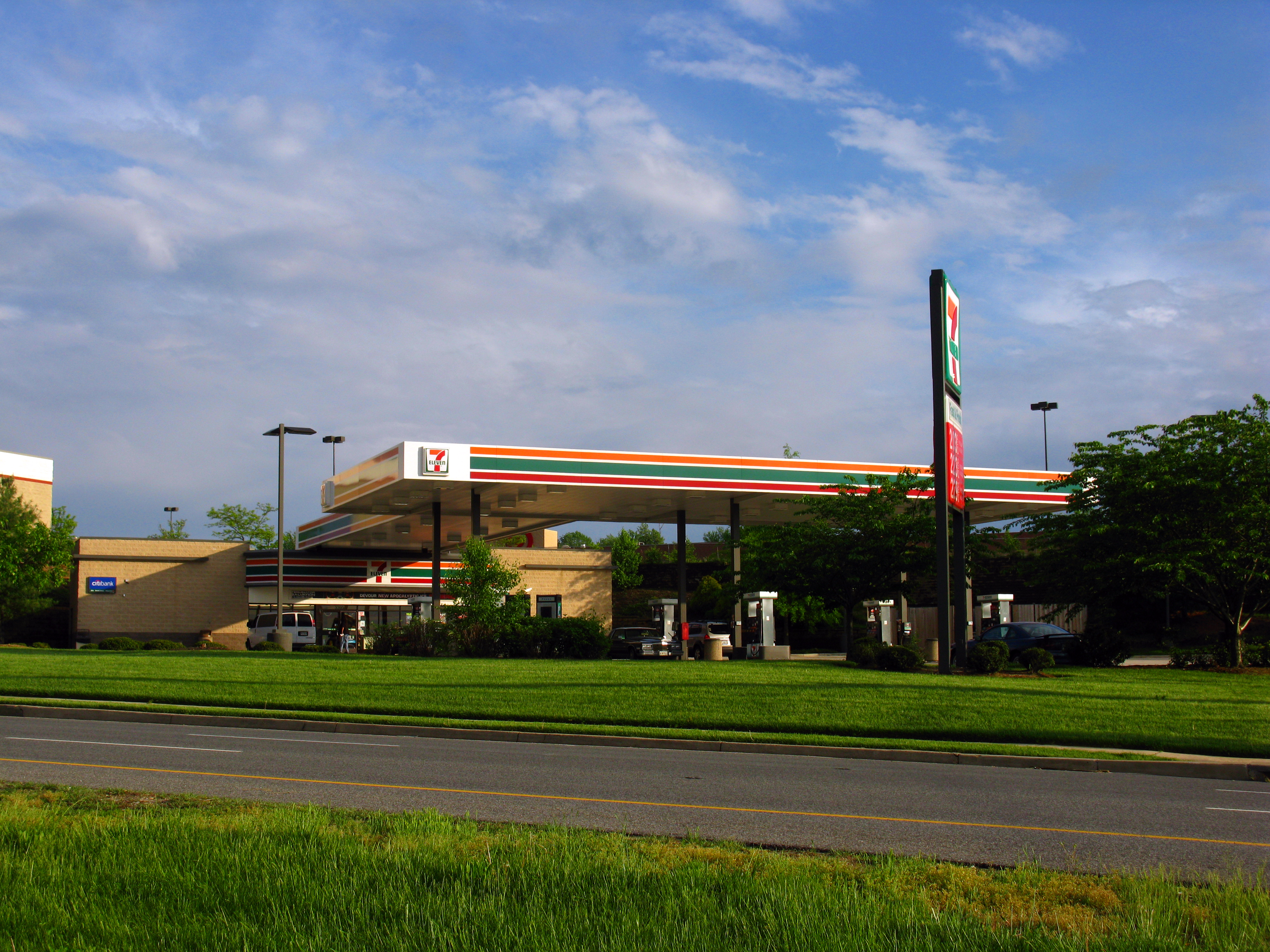
美國馬里蘭州的7-Eleven

加拿大的第一家分店1969年在卡加利開幕。目前加拿大分店為650家，市內便利店非7-Eleven獨大，郊區的7-Eleven則和加油站合營。美國目前有8,421間分店，大部份為合營，7-Eleven可說是無處不在。

### 澳洲
澳洲的第一家門店在1977年8月24日於墨爾本東南部的奧克利(Oakleigh)開業。7-Eleven的南半球總部則位於維州的莫納什市(City of Monash)。2010年，7-Eleven澳洲全面收購澳洲的美孚加油站，美孚油站的便利店全部成為7-Eleven的門店，而汽油，柴油以及天然氣則繼續由美孚公司供應。2014年於柏斯開設西澳洲州的第一家門店，截止到2018年1月，全澳共有675間24小時營業的門店，其中大部分均分佈在墨爾本和雪梨的城區及郊區。

### 香港

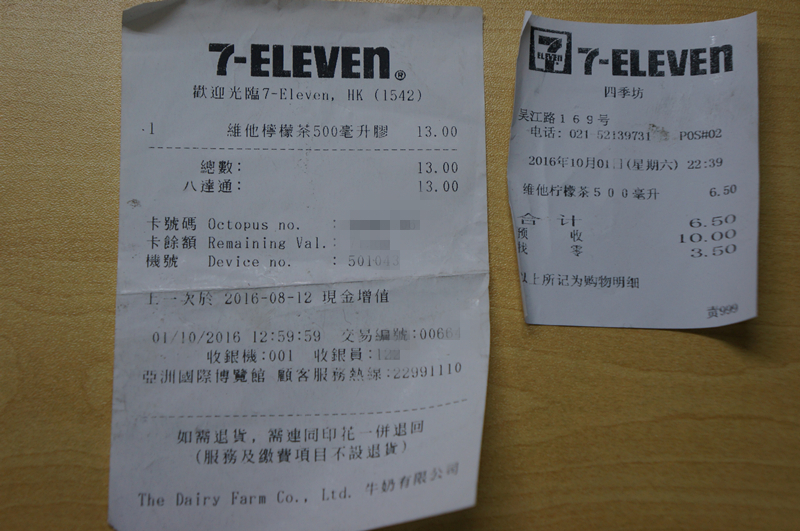
7-Eleven香港（左）和上海（右）门店的收据对比，香港门店的收据下方有牛奶有限公司的中英文字样

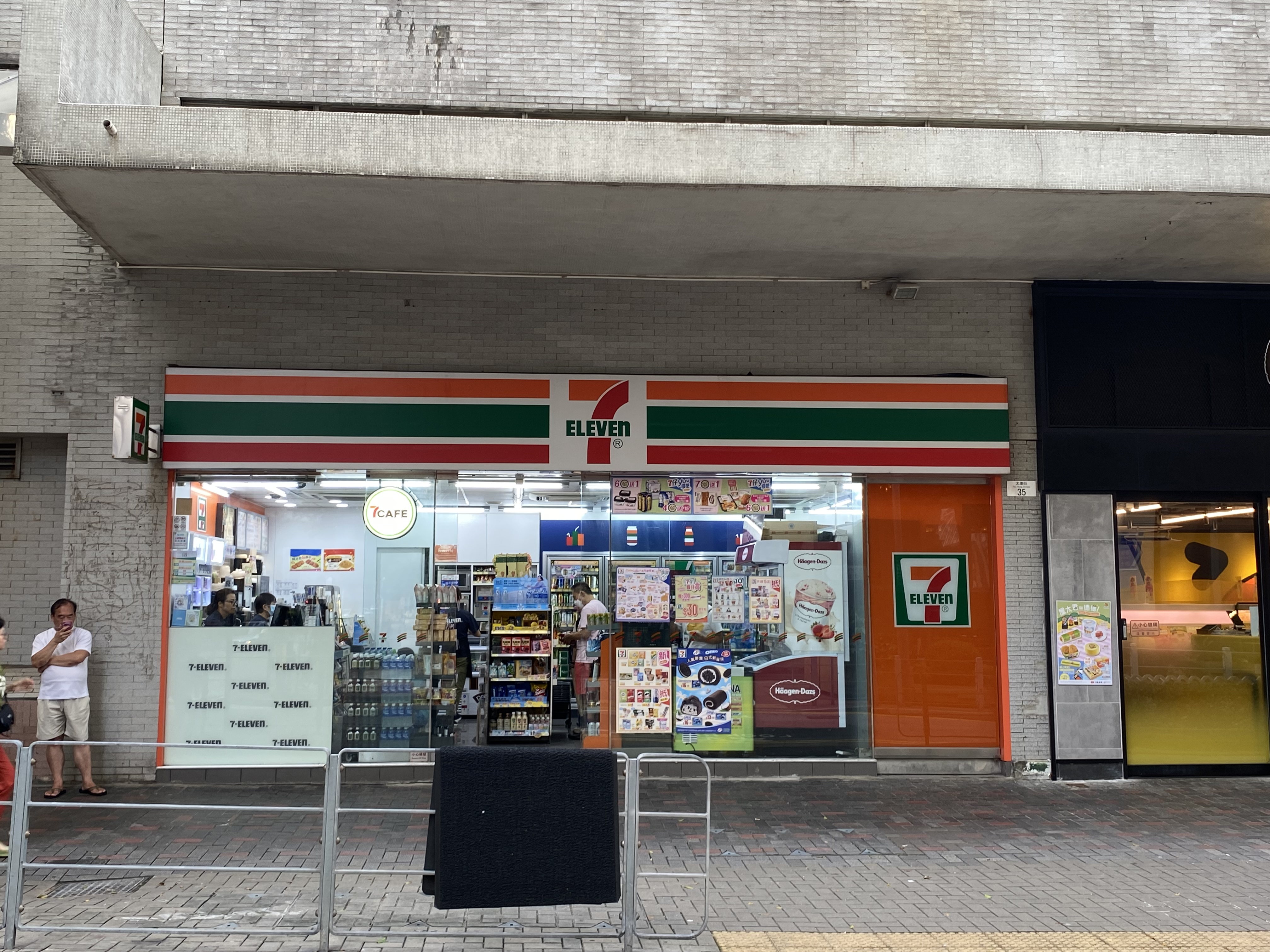
西灣河7-Eleven门店

香港的7-Eleven起源於1981年4月3日，由香港牛奶公司取得授權。7-Eleven在港澳地區讀作「七·十一」（大寫「柒·拾壹」），但「七仔」（大寫「柒仔」）、「Seven Eleven」、「7-11」、「7-ELEVEn」這些坊間俗稱也相當流行。第一間7-Eleven於香港島跑馬地開幕，其後以加盟的形式迅速擴展分店網絡。直至1993年12月，7-Eleven已有超過100家分店。2004年9月，牛奶公司成功以1.05億港元從南華早報集團收購香港第三大便利商店地利店全線87間分店，加上早前收購了原擁有港鐵將軍澳綫及東鐵綫便利店專營權的世昌便利店，使其分店總數一下子由510間（已包括原世昌的分店）大幅提升至597間，進一步鞏固其在香港便利商店市場的領導地位。香港7-Eleven採用高密度策略設置經營點，部分地段往往不足數分鐘步程已有另一家分店。直至2014年2月，7-Eleven已有912家分店，其中有386間由特許加盟商營運，其餘由7-Eleven總公司營運。7-Eleven分店數目之多是香港另一所市面常見的連鎖便利商店——OK便利店312間的3倍多。至2023年，7-Eleven已有超過1,000家分店，在香港所有18個地區都設有商店，平均每個地區超過50家商店。
但近年被批評欺壓加盟商，包括發現特許經營商賺大錢，便會拒絕與加盟商續約，奪回經營權；又或在盈利高的店舖附近開分店，務求搶走特許經營商生意。
受2019冠状病毒病疫情影響，由於港人生活作息改變，牛奶公司開始縮減分店規模及營業時間。

#### 自家品牌
- 7仔食檔：提供各種熟食（如魚蛋、燒賣、司華力腸、撈麵、烏冬、關東煮等小吃），更會隨季節推出特式食品，如蛋黄咸肉粽（端午節）、心型朱古力包（情人節）；部分商業地區店舗更有「午市兩餸飯」、即製三文治等食品。
- 新地：提供不定期限定口味的新地。
- 7 Cafe：售賣中高檔即磨咖啡産品，截至2023年，已有超過700間分店設有7 Cafe，覆蓋全港18區，分店數目亦已超越星巴克，部分分店甚至提供7 Cafe+售賣口味沙冰、珍珠奶茶、手搖冰茶、單品咖啡等飲品，以及牛角包窩夫、雞蛋仔、新地芭菲等即製美食。
- 7-SELECT：出產點心、飯盒、雞髀、飯糰、手卷、三文治、甜品、沙律、鮮果盒、特色小食等食品。部分食品由日本直送，或與知名食品品牌聯乘合作，該品牌於2017年由前身不同品牌合併而成：
  - Deli Fresh：出產各款新鮮果汁産品，亦有出產中式産品（如川貝杏仁茶、合桃花生露）。
  - 包新鮮：出產各款麵包、蛋糕産品，其産品均由奇華餅家或美心西餅生産。
  - 滋味選：出產各款日韓及西式快餐飯盒，購買後必須以微波爐加熱才可食用。
  - 龍鳳茶樓：出產各款中式點心及盅頭蒸飯快餐飯盒，購買後必須以微波爐加熱才可食用。
  - 7-Signature：出產各款小食、三文治、凍卷等快餐産品。
  - MOMOKO：出產各款膠樽裝茶類飲品。
  - 御之簡食：出產各款日式食品（飯團、溫泉玉子）其出産之飯團不含壽司醋，令其存放在4℃以下低溫數天，飯質亦不會變硬，提升口感。壽司飯以鹽代替壽司醋調味。

#### 特色
- 香港7-Eleven是全世界7-Eleven家族中平均單店來客數最高的區域。
- 香港7-Eleven土地密度，以2009年12月共有963間分店計算，平均每1.14平方公里有一間分店；但仍不及於澳門7-Eleven不足1平方公里便有一分店；
- 香港7-Eleven人口平均分店密度計測，平均每約8,750人便有一間分店，僅次於臺灣排名第二。
- 部份繁忙地區的7-Eleven密度很高，分店的距離可能只相隔一個路口，甚至同一個港鐵站的車站大堂也有3間分店，而僅落馬洲站範圍內更多達6間分店。
- 香港的7-Eleven分店數遠遠超越其競爭對手。2023年中，7-Eleven在香港擁有超過1000間分店，其唯一主要競爭對手OK便利店只得300多間分店，而香港其他連鎖便利商店集團更只是小規模經營，除華潤集團的VanGO外，其餘一般不會超過10間分店。
- 香港人喜愛暱稱7-Eleven為「7仔」或「七·十一」。由於其市場主導地位，「7仔」、「七·十一」已成為不少香港人對便利商店的統稱。
- 店內可以使用八達通卡消費，也是香港首間接受八達通繳費的非交通機構。由2010年起，更接受visa paywave付款，而且在部份日子提供折扣于恆生enjoy卡，此為香港便利店中首次。
- 香港的7-Eleven提供手提電話充電服務，使用者可以在店舖租用一塊3.6V規格的鋰離子充電池，並繳付12港元，便會為其提供30分鐘快速充電（鐵路沿線分店除外），後來於2019年由ChargeSPOT擴展租借點取代。
- 香港的7-Eleven和其唯一主要競爭對手香港OK便利店都是世界上少數全面設有Wi-Fi網絡覆蓋的便利商店，而且都由電訊盈科負責提供有關服務。
- 香港的7-Eleven長期售賣新地（聖代）軟雪糕，但過往因衛生問題經常不能通過食物環境衞生署的標準。為保商譽，該商品曾於2007年起全線停售，不過於2016年11月起恢復售賣。
- 部份地區之7-Eleven分店設有滙豐銀行或渣打銀行的自動提款機(ATM)，彌補銀行服務不足[45]。
- 全線7-Eleven均接受Visa、銀聯、易辦事方式付款，顧客購物時更可透過易辦事easy cash方式提款（每次交易可提取100、200、300、400或500港元）
- 2013年3月18日起，申請人可在港澳兩地任何一間7-Eleven繳付美國簽證申請費。
- 香港7-Eleven於2014年12月19日推出「7-Fans」手機程式，顧客購物時可透過於手機程式內的二維碼儲分、使用優惠券、換領禮品及使用電子錢包付款。「7-Fans」在2020年4月1日停止服務。
- 香港7-Eleven接受AlipayHK付款及增值服務，為支付寶在香港業務的先驅。

#### 7-Eleven
- 7-Eleven業務董事 陳永堅[46]
- 7-Eleven香港及澳門營銷及市務部董事 楊樂詩[47]
- 7-Eleven香港及澳門電子商務及服務發展部總監 林家兒[48]
- 7-Eleven香港及澳門區行政總裁 潘美玲[49]
- 7-Eleven 助理人力資源經理 劉麗霞[50]

### 新加坡和馬來西亞
新加坡的7-Eleven是牛奶国际的一员，自1983年起由美国的7-Eleven总部授权经营。1983年6月，7-Eleven在樟宜路上段设立了第一家分店。时至今日，7-Eleven在新加坡已经设立了455间店面。7-Eleven在新加坡除了零售外，还提供包括NETS-FlashPay充值、易通卡出售，缴付帐单等服务。位於新加坡的7-Eleven多數都是設立與購物中心和百貨商店的一層，並與內部相連，成為一個進入內部的通路。另外一些7-Eleven設立與地鐵站中，但是會因為地鐵站營業時間的限制無法24小時經營。極小部分的7-Eleven是獨立在類似加油站地區的戶外。除此之外，根據新加坡7-Eleven的消費條例，在部分店面消費滿20新加坡幣即可使用信用卡消費
馬來西亞至2019年5月已有2,323家分店，每年展店目標上看200間。

#### 特色
- 新加坡的7-Eleven出售的NETS-FlashPay與新加坡SMRT以及SBS Transit所出售的易通卡所屬於不同的系統，雖然都可以乘坐地鐵，但是不可以在相互的充值點充值。
- 新加坡7-Eleven和其他地區一樣出售手機SIM卡，但是由於法律規定手機號碼實名制，顧客在購買時亦需要同時提交ID卡或護照，與港澳先買後驗證不同。
- 在新加坡，部分大型的7-Eleven中會放置低齡電動機供兒童娛樂，不過有需要監護人陪同的限制。
- 大部分的熟食（如三明治，麵包）等貨物均為由馬來西亞運輸的商品。
- 新加坡多數7-Eleven由兩位店員值班，一般情況下可以使用流利的華語以及英語甚至是使用馬來語和泰米爾語與顧客溝通。
- 儘管大部分設立於地鐵站中的7-Eleven會由於地鐵的開放時間限制而無法24小時營業，但亦有小部分設立於地鐵站外卻在地下的7-Eleven實行24小時營業。
- 新加坡7-Eleven與地鐵站一樣會在每日早上上班時期免費提供英語報紙新報（曾免費提供我报，2016年12月1日起改為提供《新報》）。

### 日本

7-Eleven豐洲店，為7-Eleven在日本的第1號店（2014年3月19日攝）

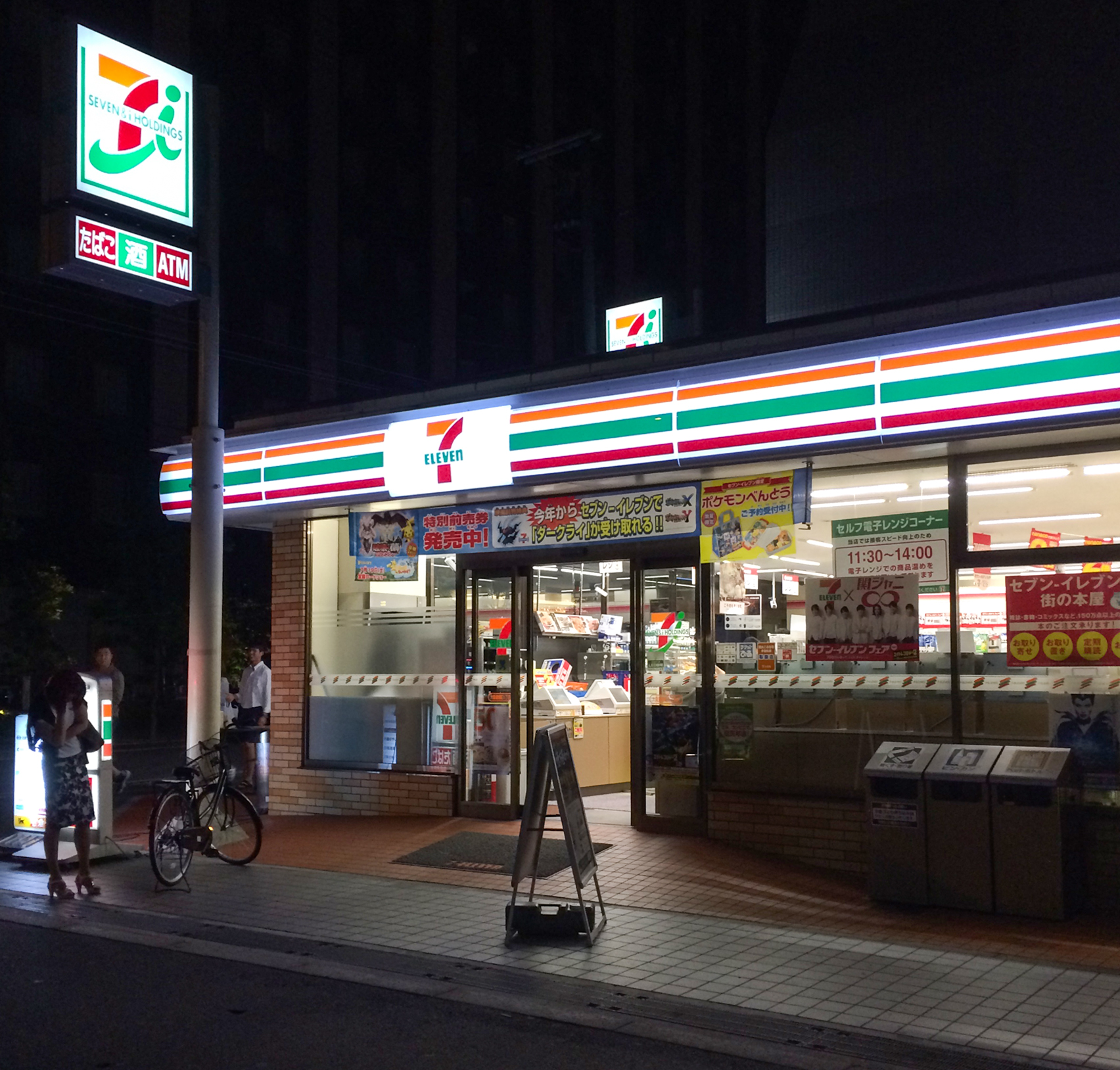
日本大阪市的7-Eleven門市

日本的7-Eleven是在1973年由伊藤洋華堂自美國引進，1974年5月15日於東京豐洲開設第一家店，在成立之初，伊藤洋華堂內部相當反對，鈴木敏文（後任日本7-Eleven CEO）以即使失敗也不影響母公司為條件，取得公司高層的首肯，而後，鈴木敏文長期領導發展，目前已經成為全世界最大的單一連鎖便利商店公司，店鋪數20,033家，佔全世界7-Eleven店數的三分之一，1991年甚至買下7-Eleven全球總部南方公司，2005年將日本7-Eleven、伊藤洋華堂、美國7-Eleven合併入7&I控股。

#### 特色

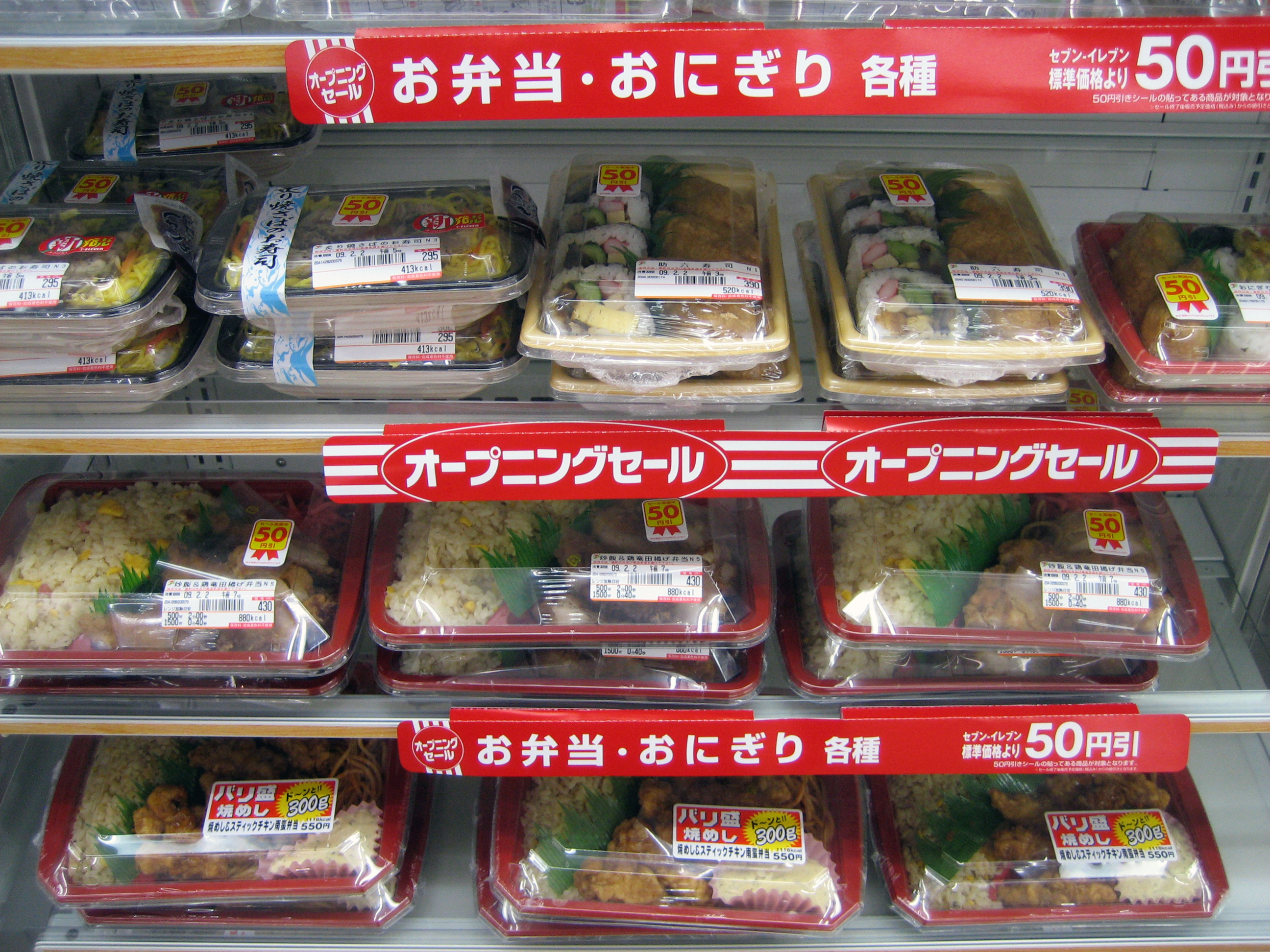
日本7-Eleven便利商店的微波爐便當

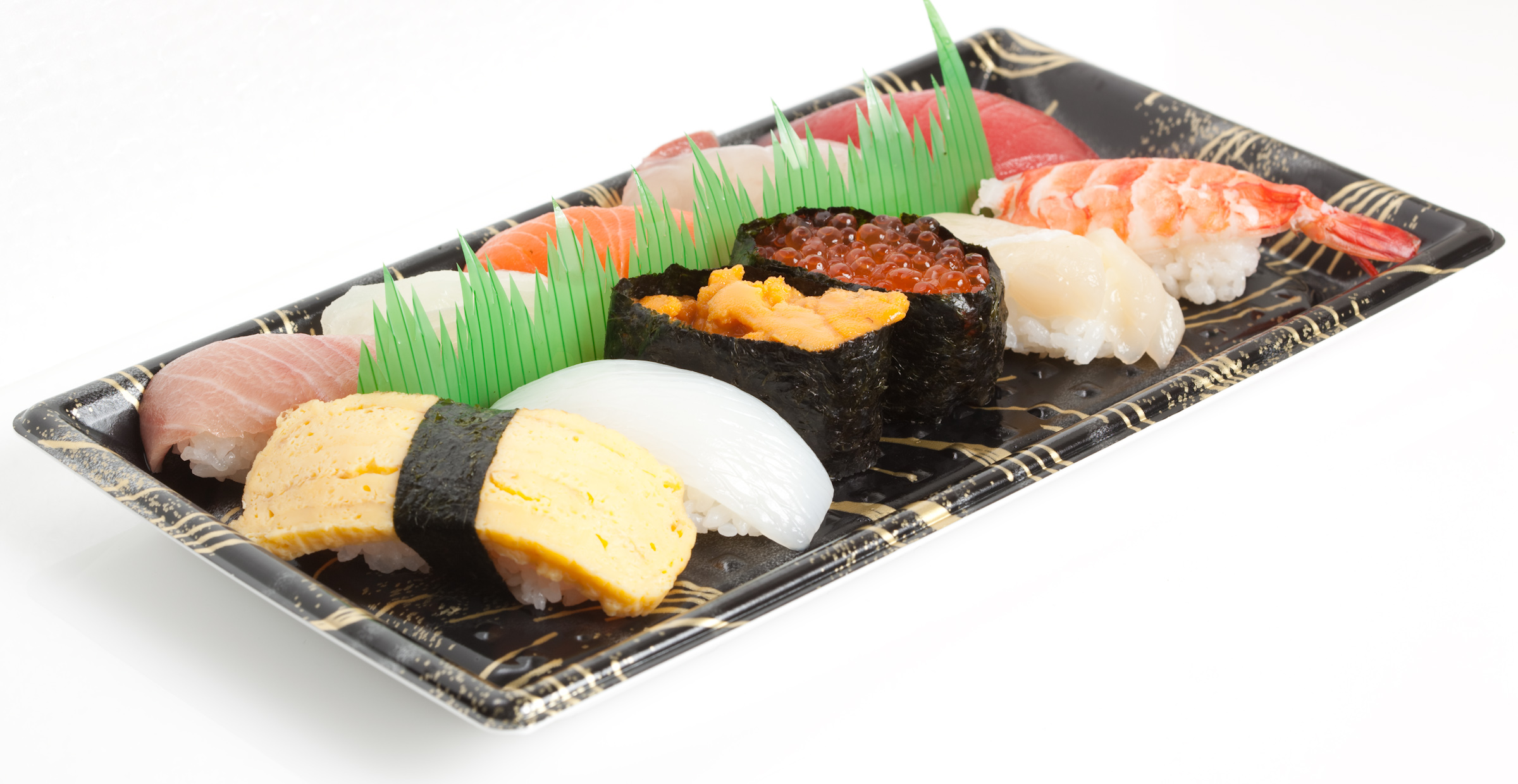
7-Eleven便利商店的包裝型壽司

- 與FamilyMart、Lawson並列為日本3大便利商店品牌（日语：日本のコンビニエンスストアチェーン一覧）。
- 沒有販售杯裝汽水與熱狗。思樂冰已在部分分店試賣中。
- 超過30%的營業額來自店內販售的即食商品，如：便當、飯糰、關東煮與其他需微波爐加熱的食品等。
- 超過50%的品項是獨家販賣或自有品牌商品。
- 擁有自己的銀行（セブン銀行），其主要業務為經營7-Eleven店內的自動櫃員機[53]。
- 透過子公司經營7dream.com網路購物網站（现已經更名为711net.jp），並與日本Yahoo!合作成立Seven&Y公司經營網路購物。
- 於2007年發行預付式電子錢包「nanaco」。

#### 醜聞
- 2019年12月10日，日本的7-Eleven招開記者會坦承多年以來少付給員工加班費，可溯及到2012年，共8,000個店家、超過3萬名員工受影響。未支付的薪資約4.9億日圓。[54]

- 2019年7月，日本7-Eleven推出移動支付系統7pay，但啟用初期系統遭非法入侵，造成約900名用戶受損，損失金額約5,500萬日圓[55][56]。2019年8月1日，日本7-Eleven宣佈7pay會在9月底正式停用，由推出到停用的時間只有3個月。[57]

### 澳門
2005年7-Eleven正式於澳門開設分店，由香港牛奶公司經營。首間分店位於新口岸北京街澳門維景酒店斜對面，不過該店已於2008年遷至原店旁另一較大的舖面經營。在短短的5年間，澳門7-Eleven擴充至現在有49間分店，現時在澳門半島、氹仔及路氹城均有分店，但路環則未開設分店。
早在1980年代，位於新口岸區的舊港澳碼頭內開設了一間同名便利店，但該店舖於舊碼頭停用後一同結業，而該便利店並沒有得到授權而經營，因此並非本條目所提及的7-Eleven，只是一家同名便利店。
目前澳門的7-Eleven一般面積較小，售賣的貨品種類與香港的7-Eleven基本相同，但也有部份從葡萄牙進口的貨品是於香港的7-Eleven找不到的，而香港7-Eleven提供的贈品換領，澳門7-Eleven亦同樣地提供。與香港7-Eleven情況一樣，其唯一主要競爭對手是OK便利店。
如以2010年9月計算，澳門陸地面積只有30平方公里，但共有45間分店，即不足0.7平方公里便有一分店，而根據2024年數字，陸地面積只有33.6平方公里，但共有46間分店（不計算四家員工商店），即每0.73平方公里便有一家分店，是全球7-Eleven土地密度最高的地區，比香港平均每1.14平方公里有一間分店還要高。
另外在澳门喷水池附近大堂巷里的卢家大屋，由于受澳门特别行政区景观保护条例，故其7-Eleven分店为澳门唯一使用黑白色招牌的店面（日本的景观区域分店亦是如此），且仅限于每天11:00-19:00营业而非24小时营业。

#### 特色
- 澳門7-Eleven除路環外，各區均已設立分店；其中以花地瑪堂區和大堂區擁有最多分店，各有9間分店；而風順堂區和路氹城（不計算賭場員工商店）均只有一間分店。
- 與香港一樣，澳門人會把7-Eleven唸作「七十一」，也有「七仔」或7的英文「Seven」的坊間俗稱。
- 澳門7-Eleven已經成為澳門通的認可服務供應商，接受澳門通卡購物消費、加值和新卡銷售等服務。
- 澳門7-Eleven除提供澳門本地的報紙和雜誌外、亦會提供香港的報紙和雜誌。
- 澳門7-Eleven提供的贈品換領基本與香港相同。
- 部份產品在香港7-Eleven的優惠有時未能於澳門使用，由於部份產品可能由個別澳門地區代理進貨，來貨價比香港地區高或者低等原因。舉例由於酒精類飲品在澳門的稅率較香港為低，因此使用優惠券的折扣價比澳門發售的原價還要高。
- 7-Eleven是澳門首間非政府機構代收水電費用。
- 澳門的7-Eleven分店超越其競爭對手一倍之多。截至2024年6月，7-Eleven在澳門擁有46間分店（不計算員工商店），其唯一主要競爭對手OK便利店只有21間分店。
- 澳門的7-Eleven提供手提電話充電服務，使用者可以在店舖留下一塊3.6V規格的鋰離子充電池，繳付澳門幣10圓費用，便會為其提供30分鐘快速充電。
- 2013年3月18日起，申請人可在港澳兩地任何一間7-Eleven繳付美國簽證申請費。

### 臺灣
臺灣的7-Eleven是起源於1978年4月由統一企業集資新臺幣1億9千萬元，創辦「統一超級商店股份有限公司」，並於1978年引進7-Eleven。同年5月，14家「統一超級商店」於臺北市、高雄市與臺南市同時開幕。
臺灣7-Eleven早期因民眾消費習慣等因素，而出現連續7年的虧損窘境，1982年因虧損累累被合併入統一企業，而在之後經歷了一段時間的努力與摸索，並調整商品品項與經營方式，由原本完全移植自美國的風格逐漸本土化，終於在1986年轉虧為盈，並於1987年重新獨立為統一超商股份有限公司，其後逐漸在國內的通路競賽中嶄露頭角，最後終贏得臺灣零售業第一的地位，並於2000年4月20日與美國7-Eleven簽訂永久的授權契約。1994年7月千成門市成立後首度突破1,000家，1999年突破2,000家。1995年進入宜蘭，1996年進入花東地區，完成臺灣本島縣市全部展店目標。1999年開始也跨海至離島展店，先後在臺東縣綠島、蘭嶼、屏東縣琉球、澎湖縣、福建省金門縣本島、烈嶼、馬祖南竿、北竿、東引等島成立超過41家門市；2019年5月則為5,459家門市。2022年7月達6500家以上。

#### 特色

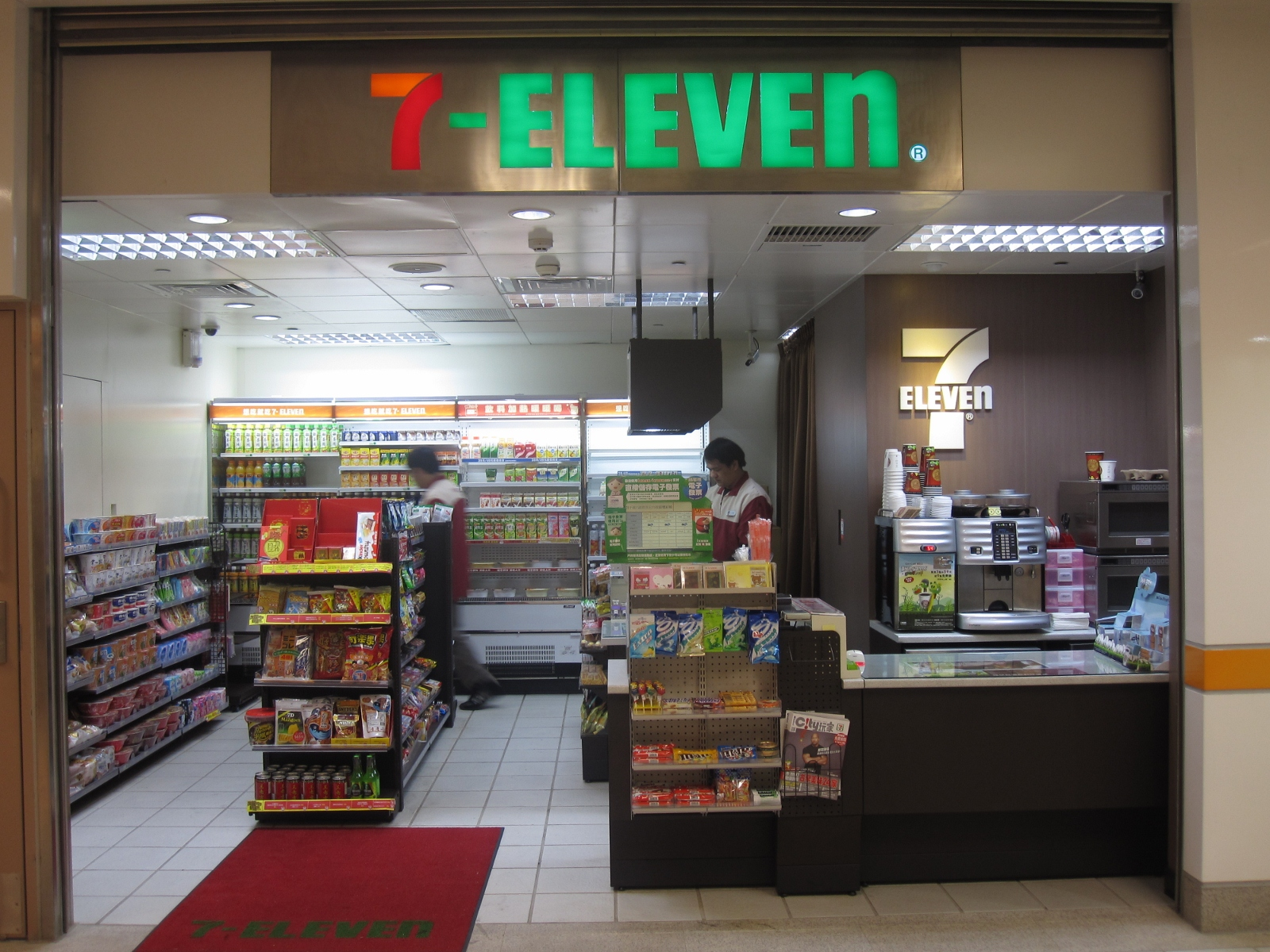
台北捷運台北橋站的7-Eleven（已於2012年結束營業）

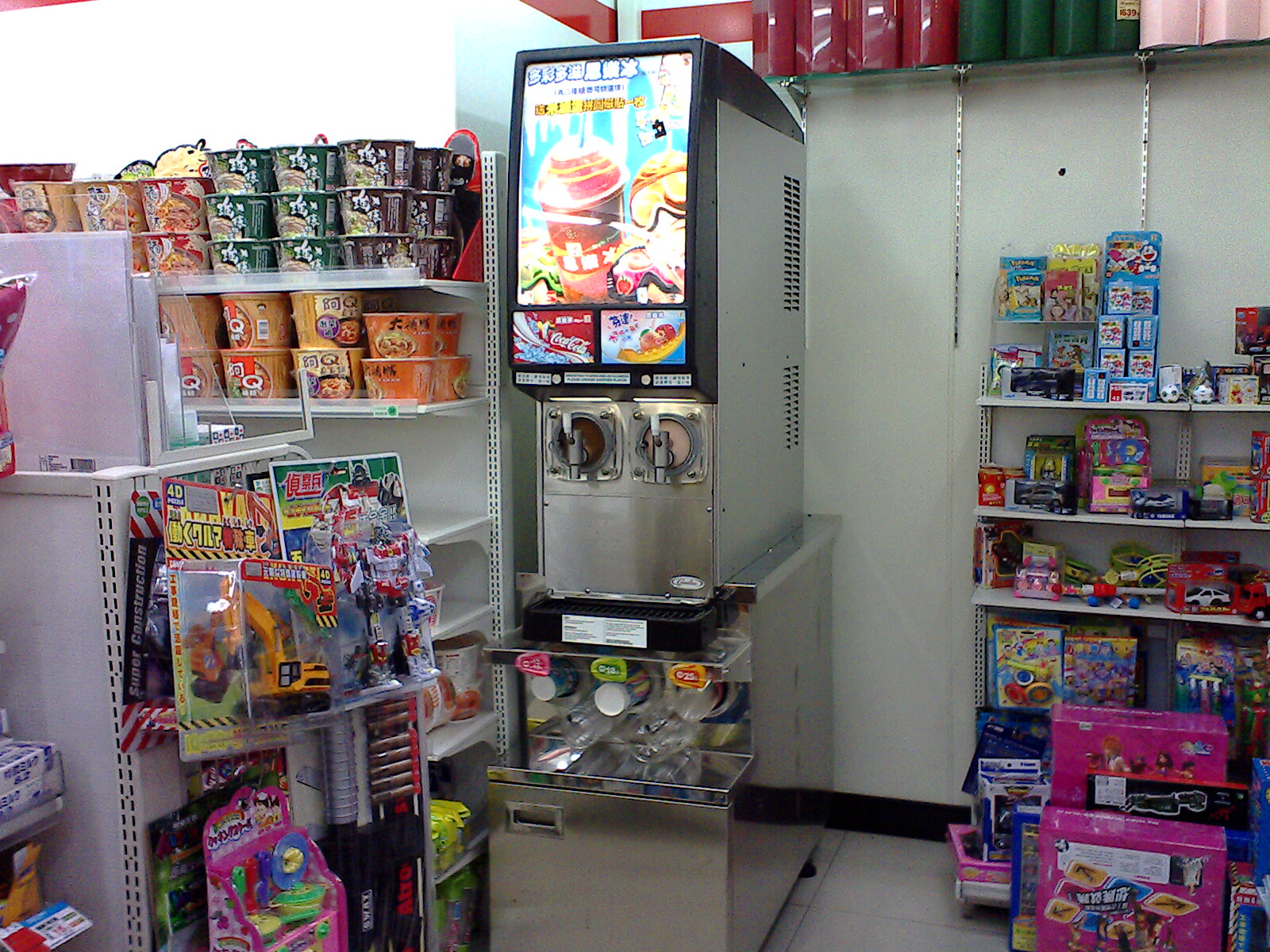
思樂冰販賣機

- 臺灣在門市總數上僅次於美國、韓國與泰國，在人口平均分店密度方面，自2012年以來都較低上韩国許多，韩国便利商店密集度居全球之冠（2023年每店26791人）。[58]
- 在臺灣，從車站、街道、體育場、學校、醫院、百貨公司、國道休息站到公司行號都有7-Eleven的蹤跡，店面大小差異也很大，相較日本近幾年才跨入特殊通路店鋪，臺灣7-Eleven店型變化之大可以堪稱全球之最[來源請求]。現今臺灣的7-Eleven也向有車流的道路旁展店，該型店面具有可容納汽機車的停車空間[59]。
- 2000年開始與臺鐵合作，在火車站站內新開「Express」門市，後來有其他業者跟進；在臺鐵臺北車站站內一度擁有6間「Express」門市（其中兩間位於付費區內）和2間高鐵門市（也在付費區內）[60]，還有1間捷運門市，當時成為最多7-Eleven的車站，但台鐵、高鐵門市全數在2019年換約時被全家便利商店得標。
- 是臺灣第一個完成臺灣本島各縣市全面展店與第一個跨入離島展店的便利商店業者，但仍有部份較偏遠鄉鎮尚未展店。
- 店內提供的代收業務，可以讓消費者直接在店內繳交水電等多達上百種費用。[61]
- 自動提款機(ATM)與臺灣中國信託商業銀行獨家簽約，機臺數超過3,000台以上，並於2007年4月起雙方合作發行兼具電子錢包與信用卡功能的「icashwave」卡[62]。
- 店內設置有多媒體終端機ibon，可提供售票、繳費與信用卡紅利兌換等服務。
- 本身沒有直接經營網路購物業務，是透過子公司介入經營，並與許多網路購物業者簽約提供到店取貨或付款的服務。
- 2005年複製香港7-Eleven的經驗，以購物滿額送贈品的方式，在臺灣掀起全店整合行銷戰爭，業績大幅成長[來源請求]。
- 店內可以使用自行開發iCash卡（屬預付儲值卡）消費，2007年再增加由臺灣的中國信託發行的Visa payWave信用卡付款（必須有加註icashwave字樣才可使用）。另自行發售禮券，使用範圍不限7-Eleven，多數統一流通次集團店面皆可使用。
- 透過電通設計專屬代言吉祥物「OPEN小將」，並設計有一系列商品。
- 成立7-mobile（後更名為ibon Mobile）於各7-Eleven門市皆可申辦手機電信服務，此服務通信訊號由遠傳電信提供。
- 2008年，統一集團有鑑於7-Eleven在臺灣的知名度，因而將「7-ELEVEn」名稱加入至集團旗下的棒球隊名當中，成為「統一7-ELEVEn獅」，成為中華職棒首次有企業品牌名稱加入隊名的球隊。
- 2008年9月於桃園縣設立第一家附設自助加油站的門市。
- 2010年4月，開始接受悠遊卡小額消費。
- 2015年1月16日，開放使用一卡通小額消費。

- 2018年1月29日，全球首家7-Eleven無人便利店「X-STORE」在台灣台北市信義區東興路統一超商總部1樓開業。

- 2022年7月12日，亞洲第10,000家7-ELEVEN「亞萬門市」奠基於台南市安平區，象徵統一企業集團從台南出發、佈局亞洲、擁抱世界。

#### 活動
- 「世界冰淇淋日」GODIVA 雪糕等 200 款冰品第 2 件 6 折[63]。

### 越南
2017年在越南西貢貿易中心開設了首家7-11 。截至2020年10月，越南在胡志明市擁有45家商店。

## 各地分店圖片

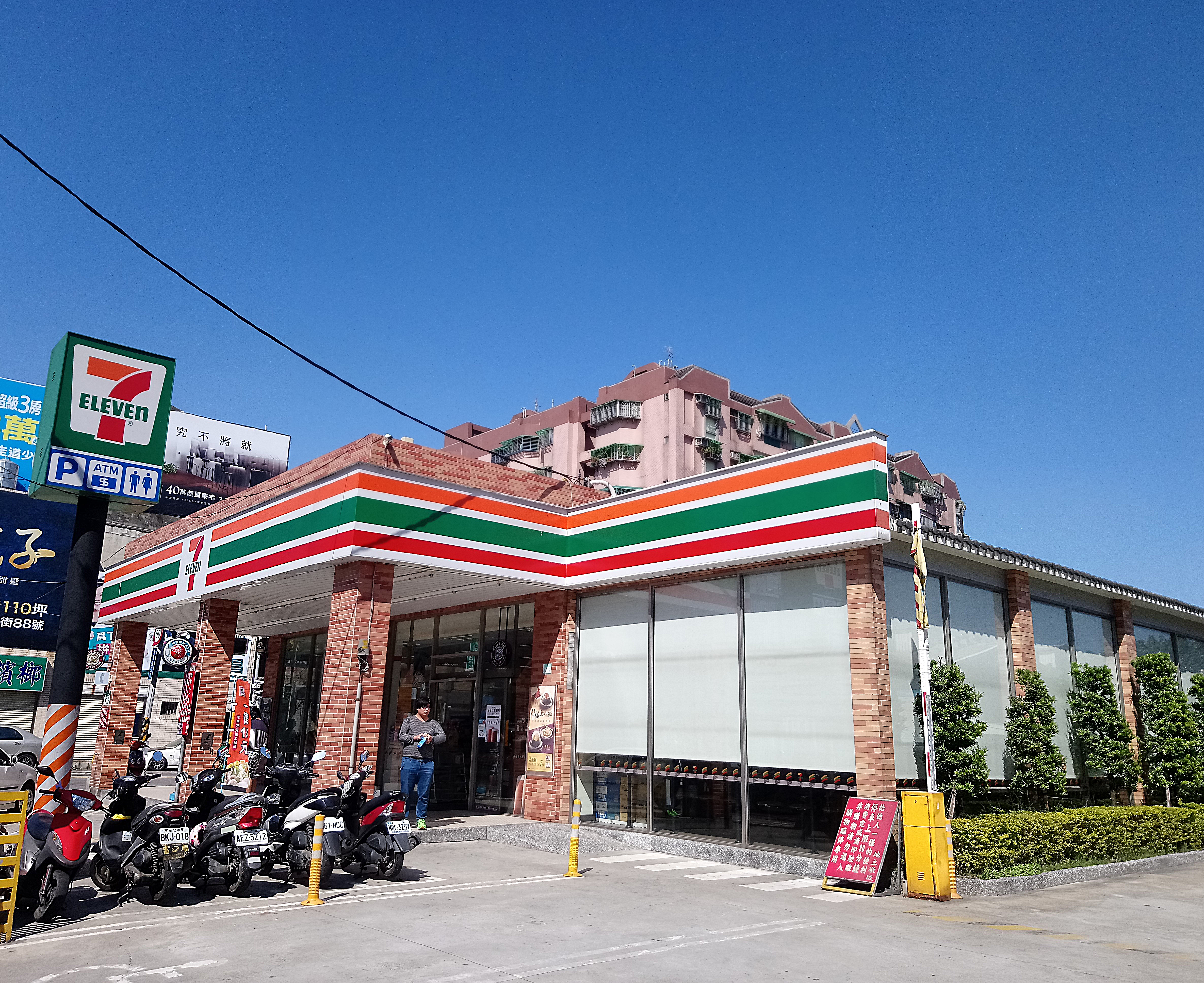
臺灣新北市鶯歌區長虹門市
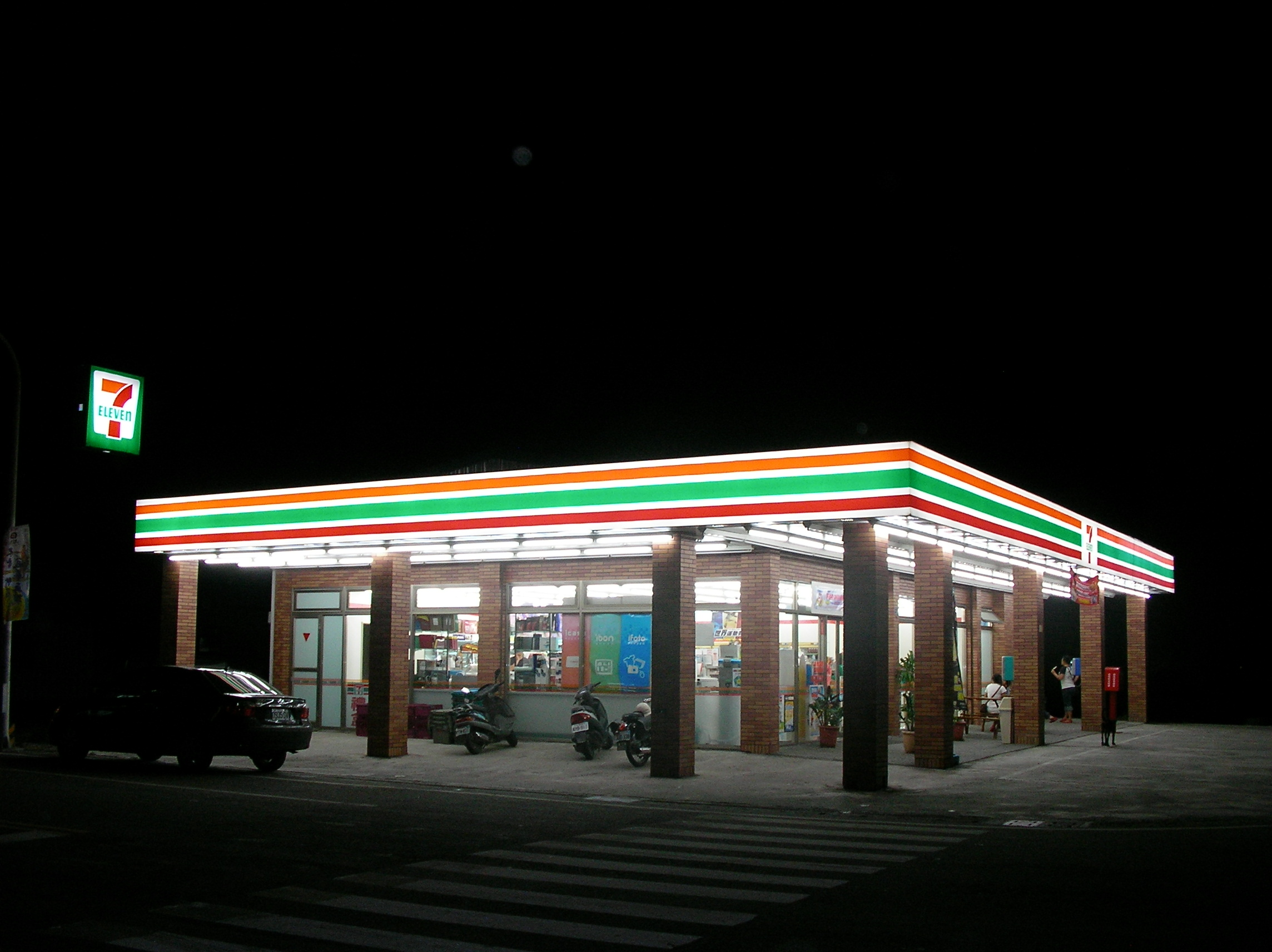
臺灣臺東縣池上鄉的東馳門市
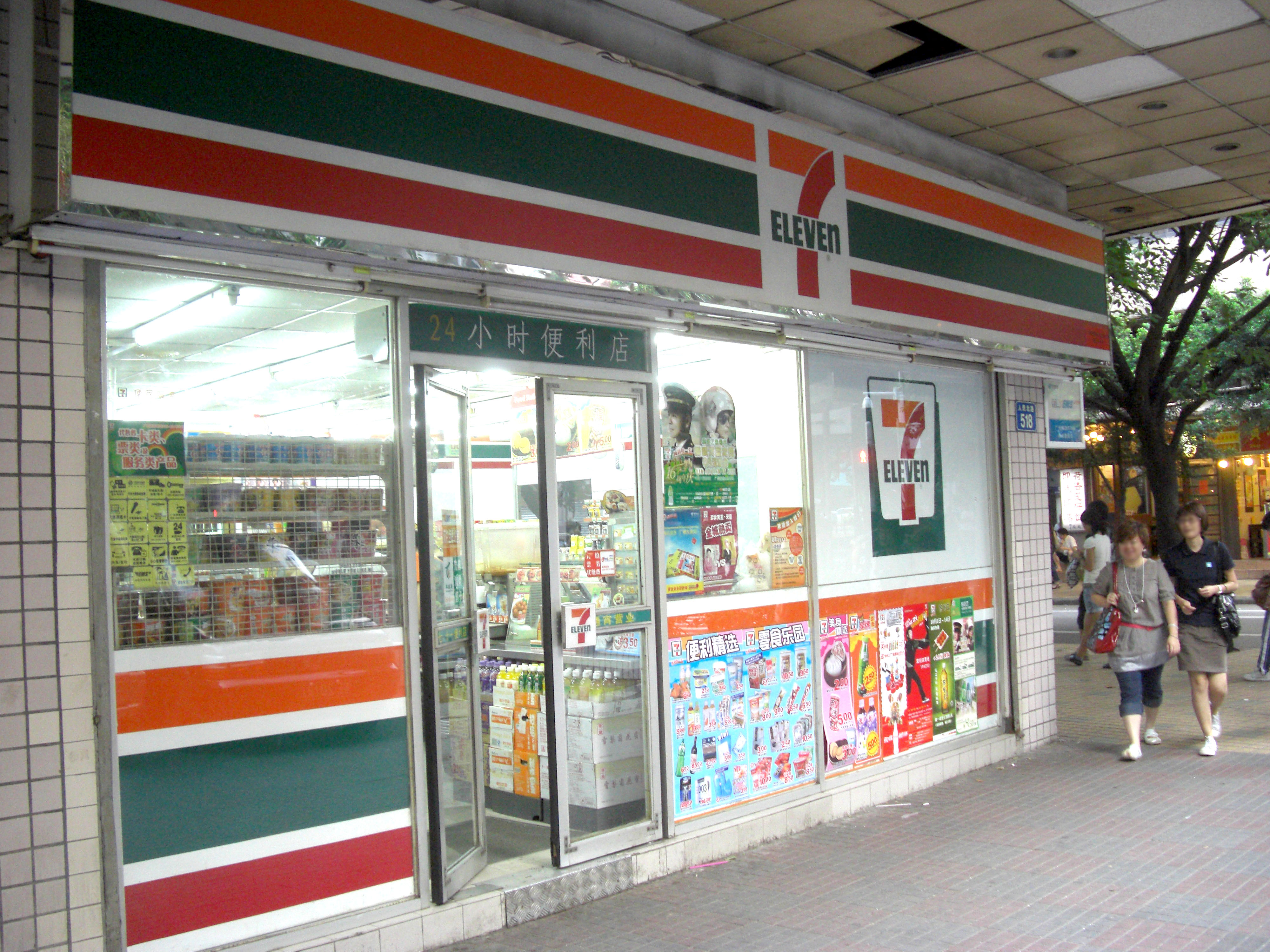
中国大陆广东省广州市的分店
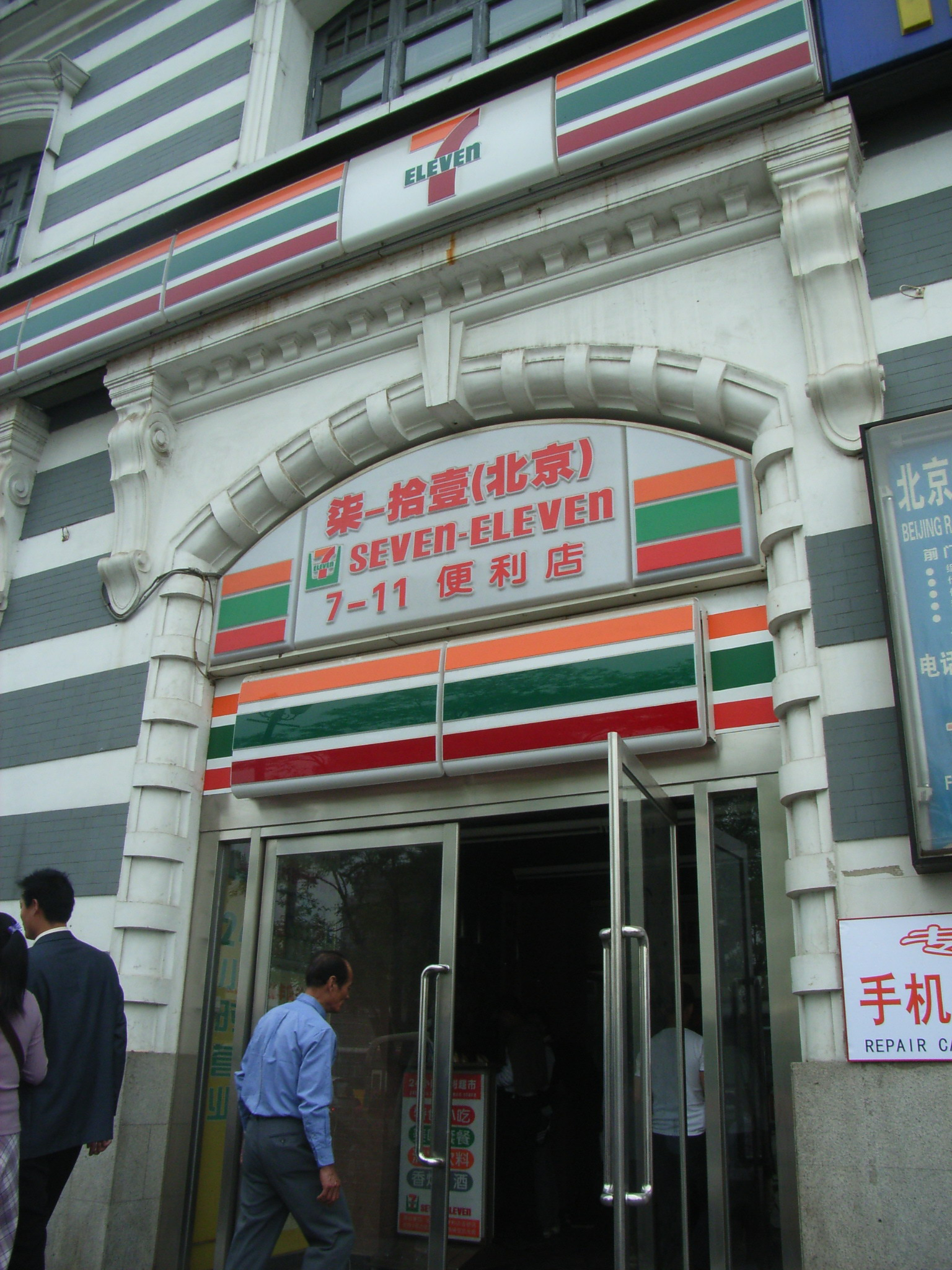
中国大陆北京市的分店
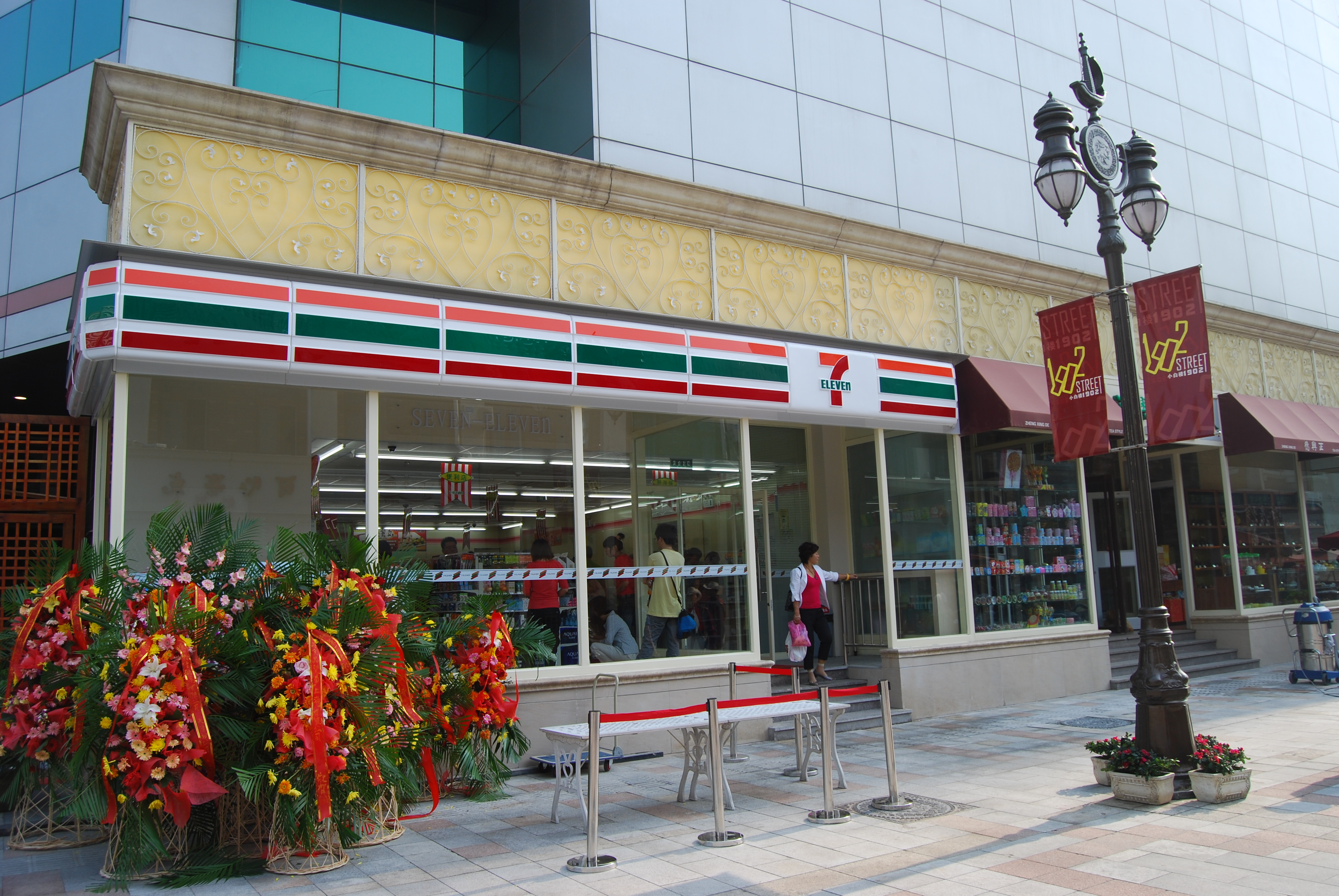
中国大陆天津市小白樓的分店
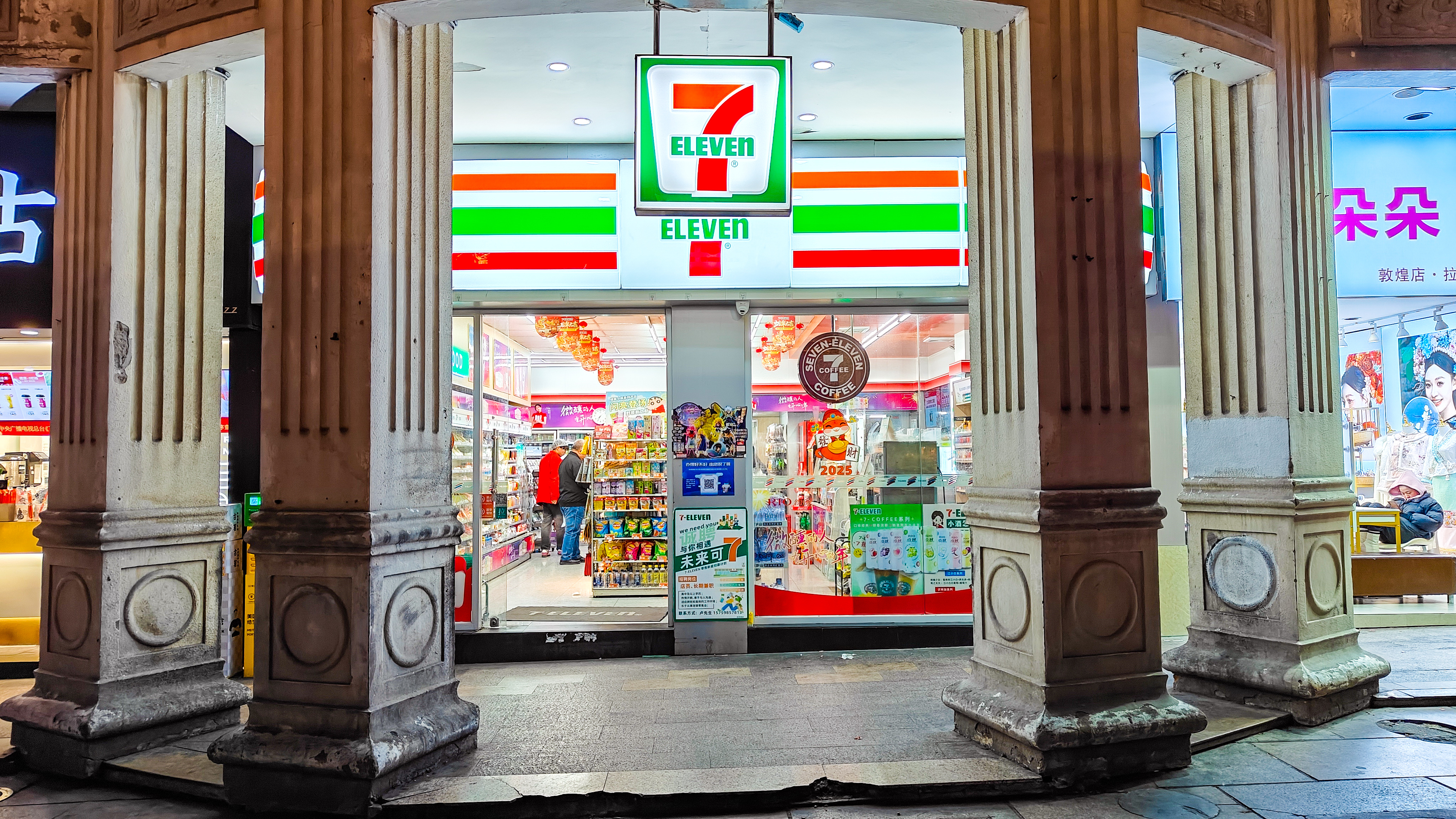
中国大陆泉州市鲤城区的分店
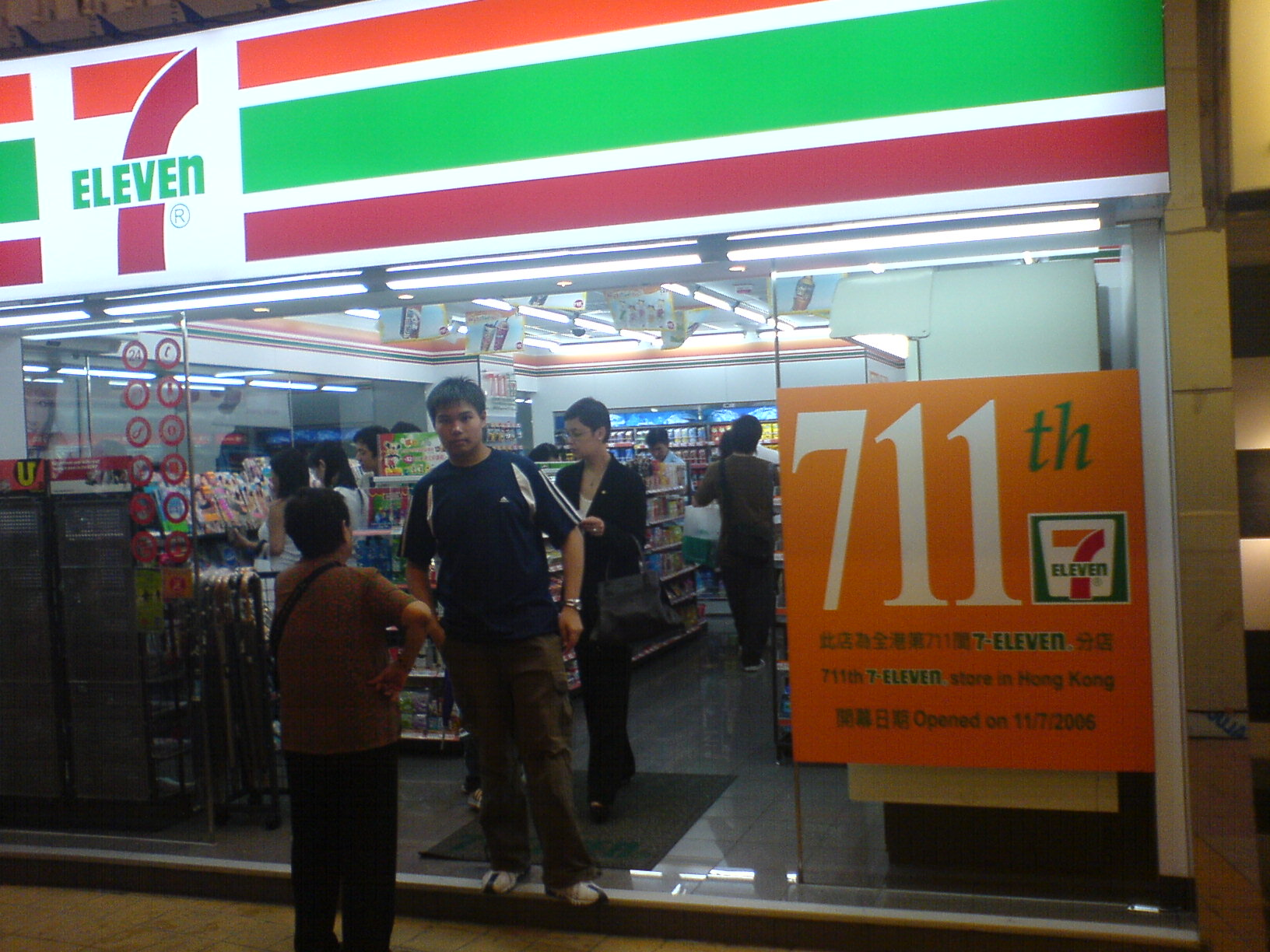
香港的第711家分店，於2006年7月11日開幕
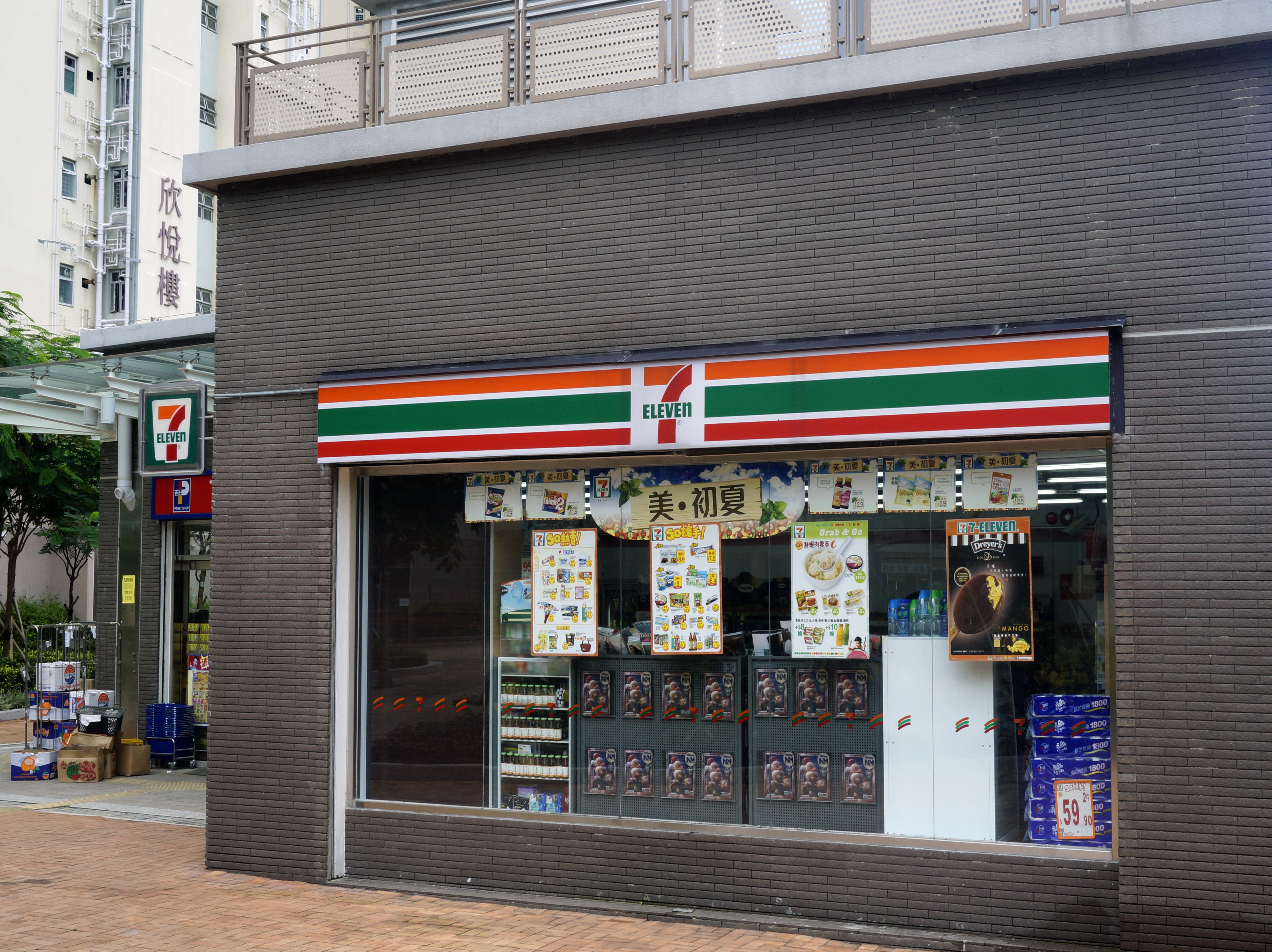
香港馬鞍山欣安邨的分店
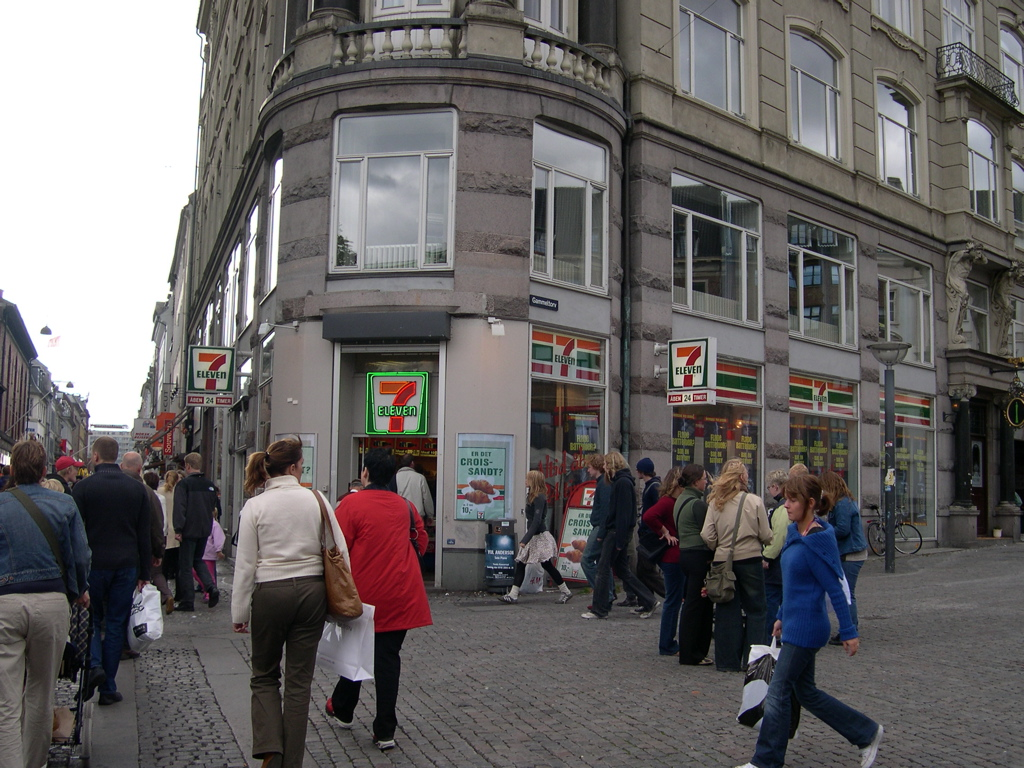
丹麥哥本哈根的分店
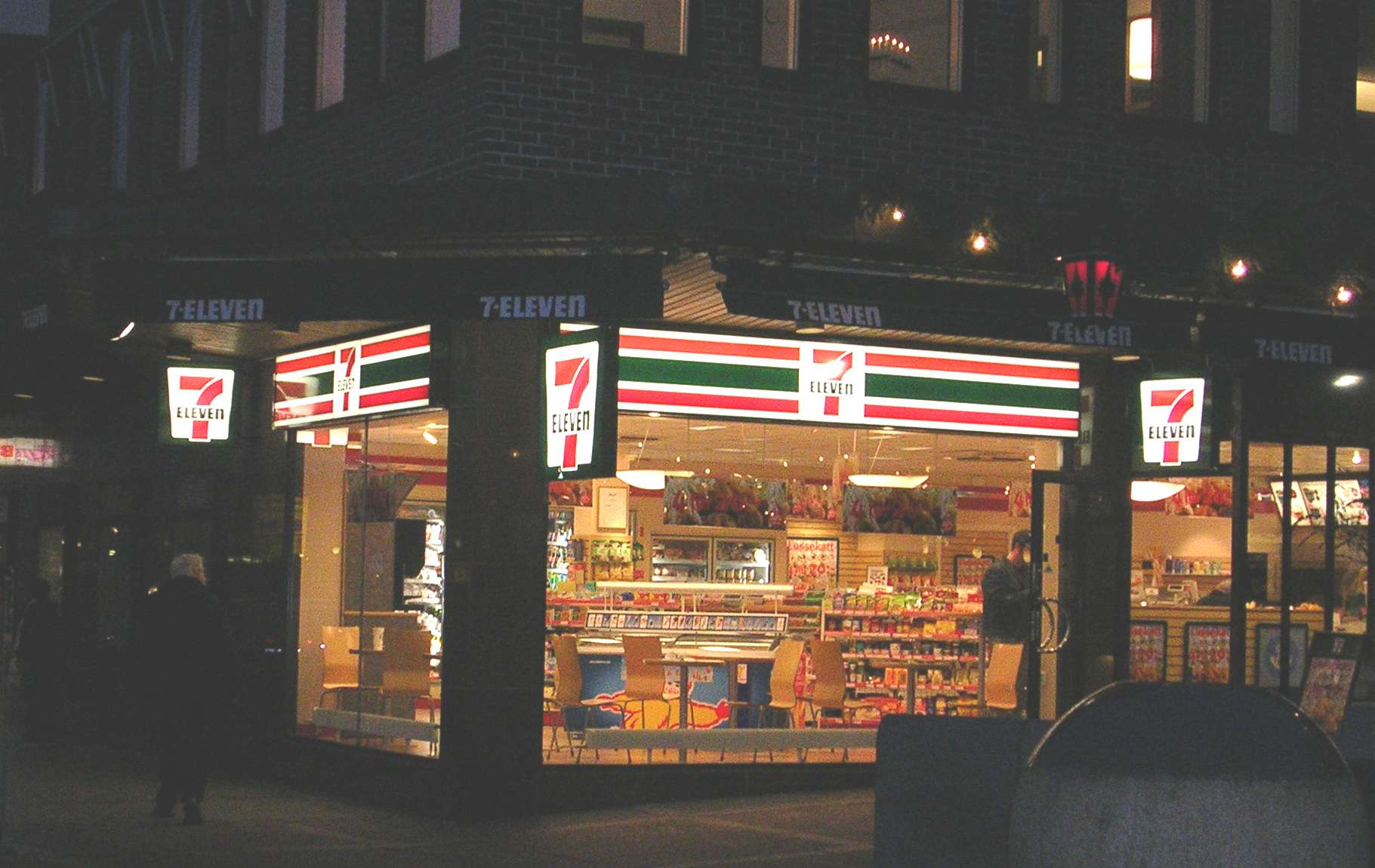
瑞典隆德的分店
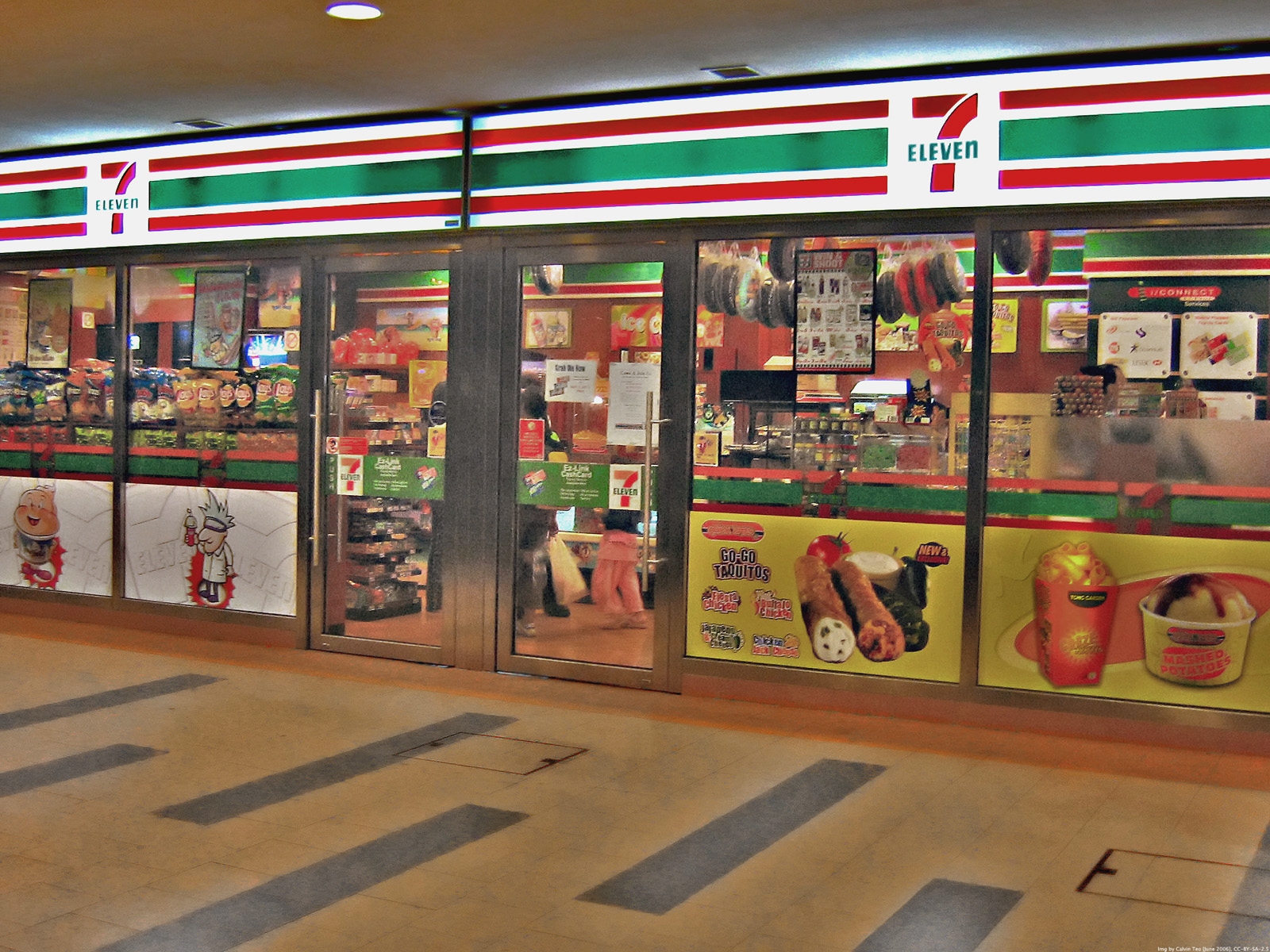
新加坡的分店
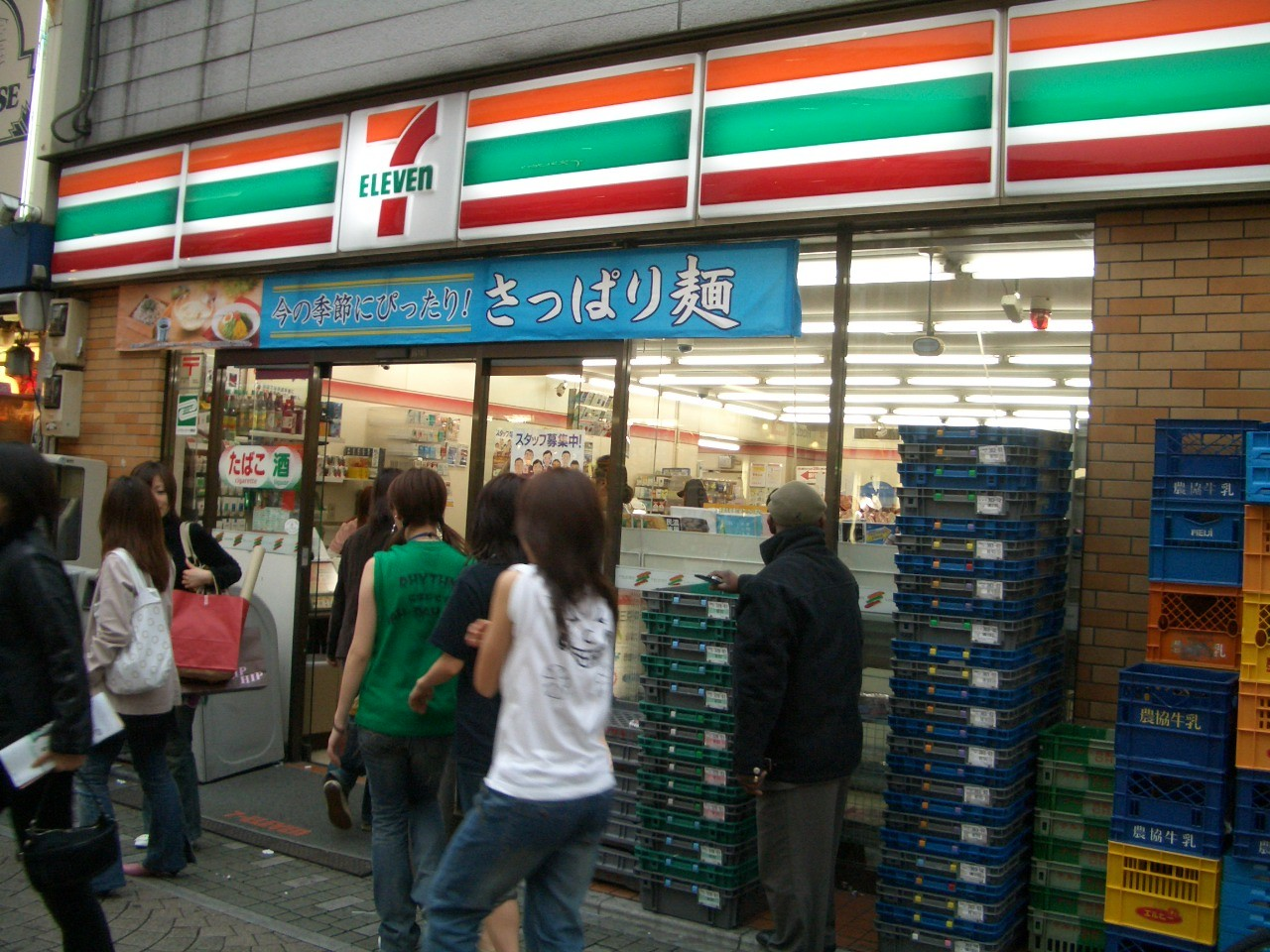
東京原宿竹下通的分店
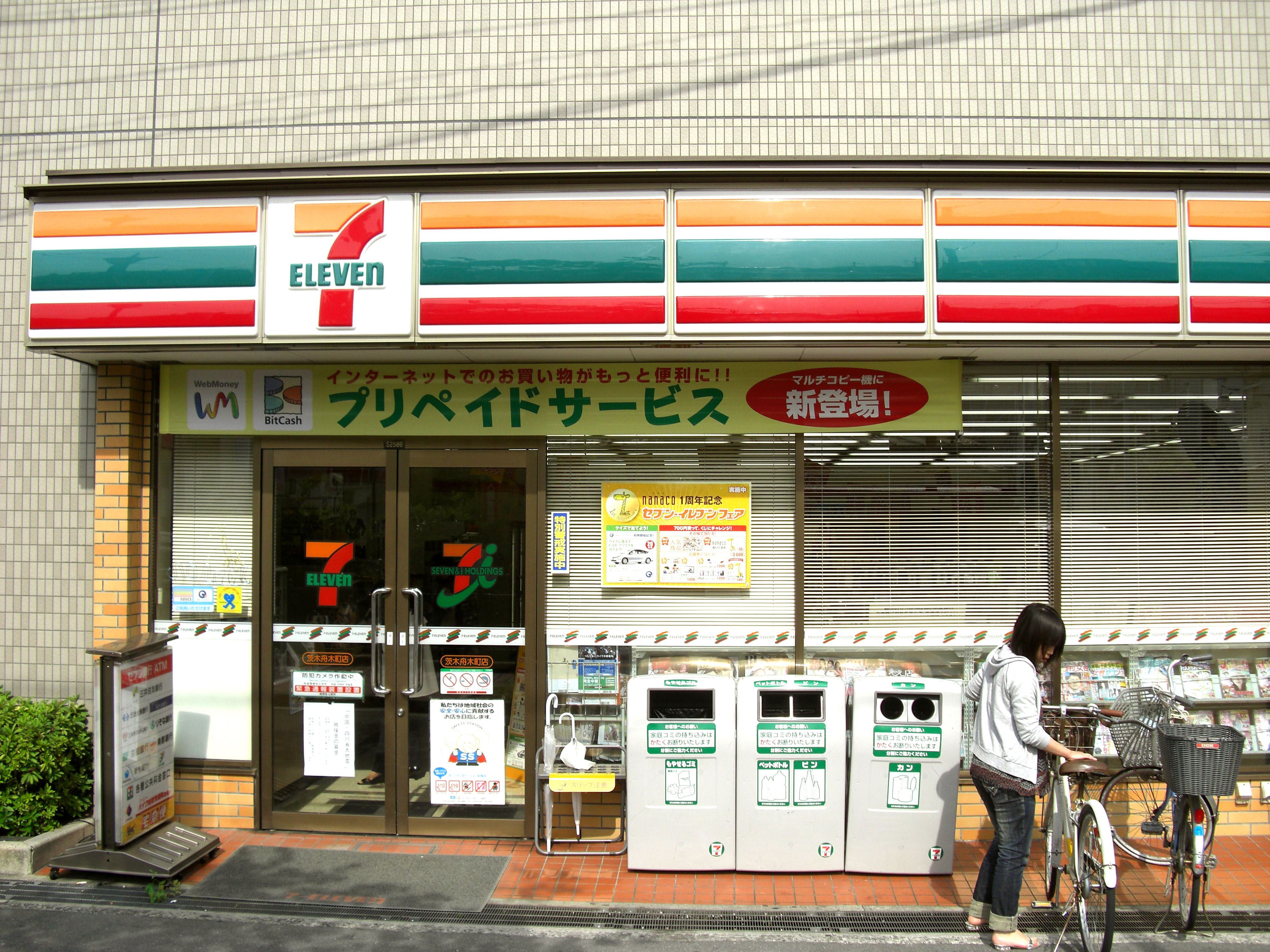
大阪茨木市的分店
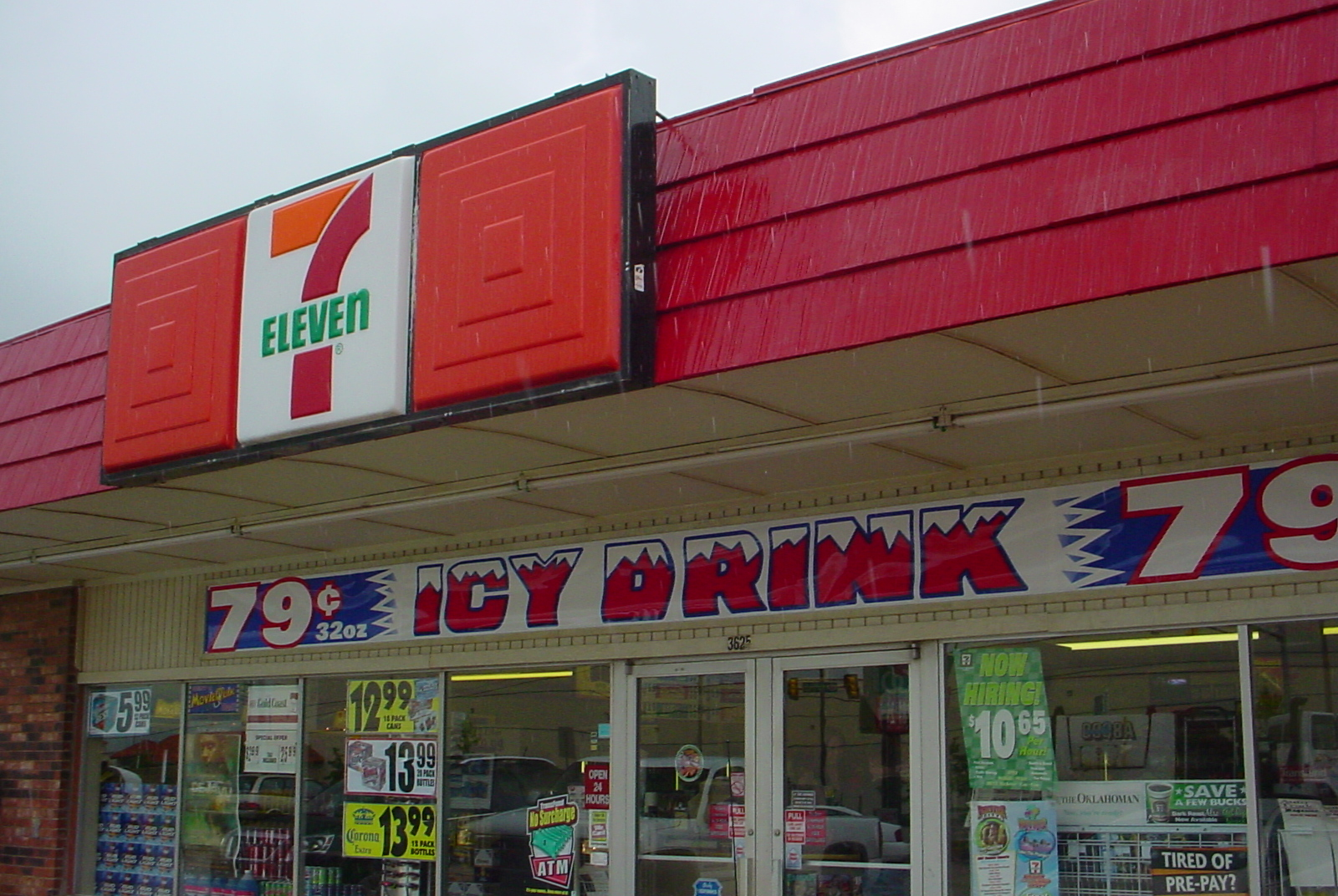
美國奧克拉荷馬州的分店，店面門口有Icy Drink飲品廣告橫額
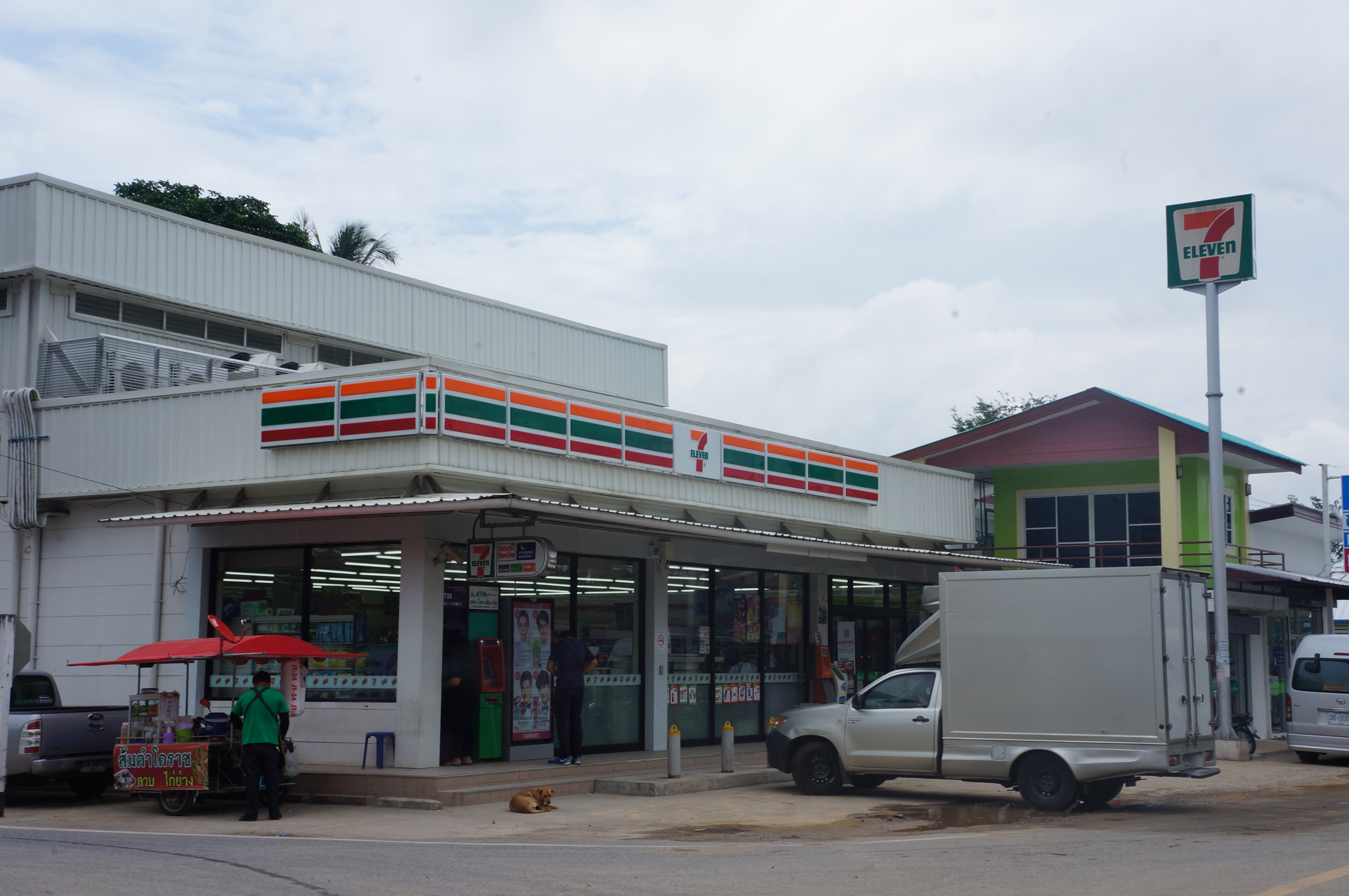
泰國普吉島的一家門店
雪兰莪蒲种的咖啡厅門店
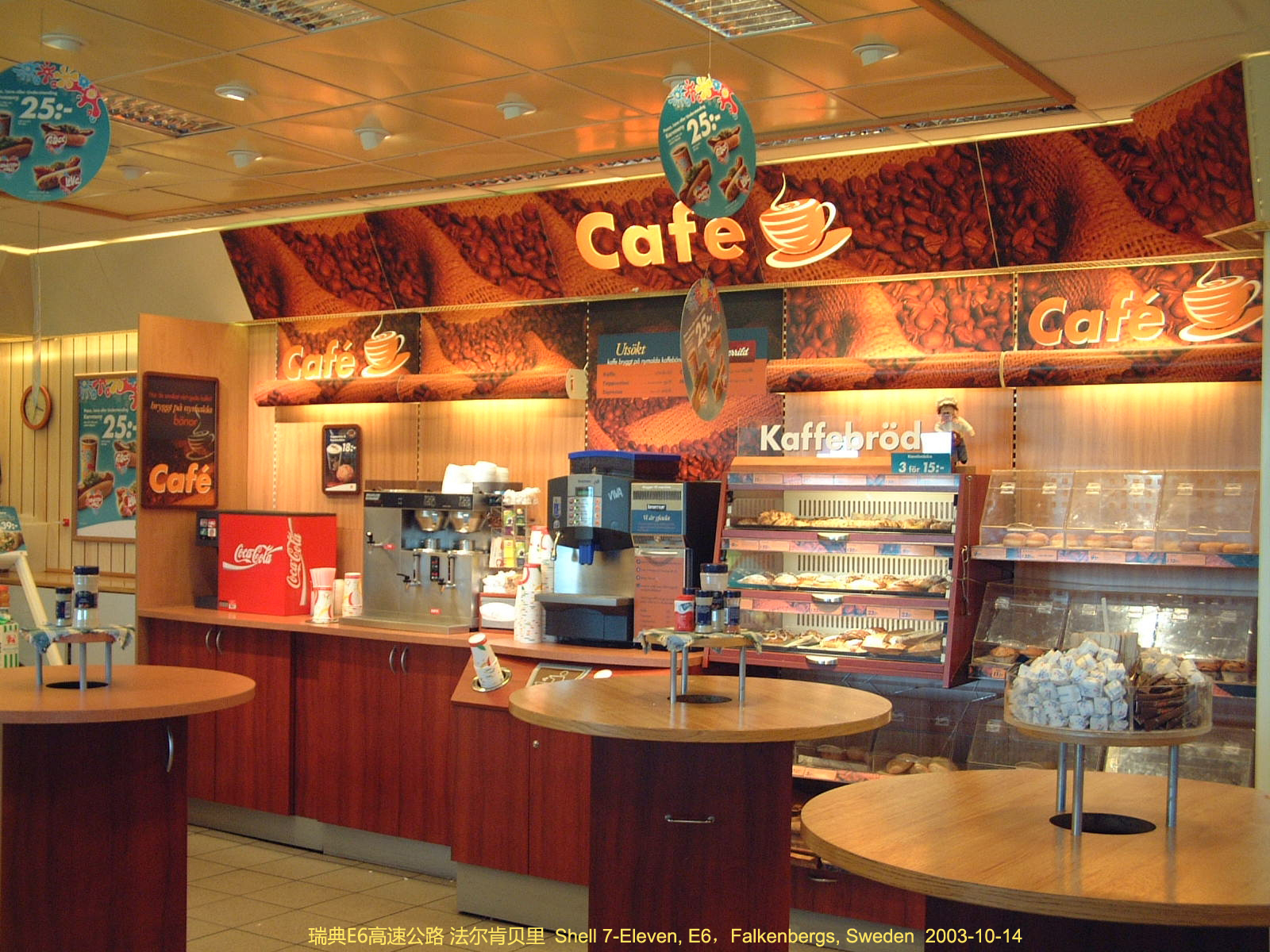
瑞典E6高速公路法尔肯贝里的Shell 7-Eleven门店内部

### 引用
1. ↑  .   [2022-02-28]. （原始内容存档于2022-02-28）.
2. ↑  . www.britannica.com.   [2022-09-19]. （原始内容存档于2023-01-12） （英语）.
3. ↑  . corp.7-eleven.com.   [2022-09-19]. （原始内容存档于2022-09-28） （英语）.
4. ↑  .   [2012-12-25]. （原始内容存档于2012-11-30）.
5. ↑  統一企業. . 統一超商. 2020-04-20  [2024-04-17]. （原始内容存档于2024-04-17）.
6. ↑  2005年11月9日，Seven-ELEVEN Japan Completes Cash Tender Offer for 7-ELEVEN, Inc. （页面存档备份，存于），7-ELEVEN News Room；2007年6月11日驗證引用。
7. ↑  . 明報. 2021-10-10  [2021-10-17]. （原始内容存档于2021-10-27） （中文（繁體））.
8. ↑  セブン-イレブン・ジャパン 世界のセブン-イレブン （页面存档备份，存于），日本7-Eleven官方網站
9. 1 2  嚴雅芳. . 聯合新聞網. 2022-12-03  [2022-12-30]. （原始内容存档于2022-07-17） （中文）.
10. ↑  7月11日（セブン−イレブンデー）に全国のセブン−イレブンで一斉清掃活動を実施 （页面存档备份，存于），日本7-Eleven新聞稿；2007年6月11日驗證引用。
11. ↑  .   [2008-03-05]. （原始内容存档于2008-05-15）.
12. ↑  .   [2008-03-05]. （原始内容存档于2008-05-15）.
13. ↑  常見問題－學生篇Q4：為什麼7-ELEVEN的商標LOGO，最後一個n是小寫呢？有無特別的意義呢？ （页面存档备份，存于）（臺灣7-11）
14. ↑  7-ELEVEn北京便利店. .   [2022年4月2日]. （原始内容存档于2022年2月23日）.
15. ↑  7eleven天津. . 7eleven天津.   [2022-06-18]. （原始内容存档于2022-12-12）.
16. ↑  7-ELEVEn天津. .   [2024-03-17]. （原始内容存档于2024-03-18）.
17. ↑  统一超商(上海)便利有限公司. .   [2021-05-09]. （原始内容存档于2021-05-10）.
18. ↑  新玖商业发展有限公司. .   [2020-09-24]. （原始内容存档于2019-06-15）.
19. ↑  柒一拾壹(成都)有限公司. .   [2018-10-17]. （原始内容存档于2018-10-12）.
20. ↑  7-ELEVEn山东. .   [2018-10-18]. （原始内容存档于2022-02-23）.
21. 1 2  统一超商(上海)便利有限公司. .   [2018-10-18]. （原始内容存档于2022-02-23）.
22. ↑  7-ELEVEn江蘇. .   [2018-05-31]. （原始内容存档于2022-02-23）.
23. ↑  7-ELEVEn江苏. .   [2022-12-12]. （原始内容存档于2022-12-13）.
24. ↑  株式会社セブン＆アイ・ホールディングス.  (PDF).   [2018-12-19]. （原始内容存档 (PDF)于2018-12-19）.
25. ↑  7-ELEVEn陕西. .   [2019-12-26]. （原始内容存档于2019-12-26）.
26. ↑  株式会社セブン＆アイ・ホールディングス.  (PDF).   [2019-04-11]. （原始内容存档 (PDF)于2019-04-11）.
27. ↑  . www.taihainet.com.   [2019-04-11]. （原始内容存档于2019-04-11）.
28. ↑  . fz.fjsen.com.   [2019-11-08]. （原始内容存档于2019-11-08）.
29. ↑  . 7ELEVEn福建.   [2022-12-13]. （原始内容存档于2022-12-13）.
30. ↑  大东方.  (PDF).   [2018-07-12]. （原始内容存档 (PDF)于2018-07-12）.
31. ↑  7ELEVEn湖北. .   [2019-02-28]. （原始内容存档于2019-09-18）.
32. ↑  7-ELEVEn湖北. .   [2019-12-26]. （原始内容存档于2019-12-26）.
33. ↑  . 7ELEVEN北京便利店.   [2022-06-25]. （原始内容存档于2023-08-09）.
34. ↑  . 华声在线. 2019-10-17  [2025-07-28].
35. ↑  . www.cs.com.cn.   [2025-07-28].
36. ↑  小柒会员 小程序
37. ↑  . 联商网. 2021-11-17  [2024-12-10]. （原始内容存档于2022-01-25）.
38. ↑  . 新快报. 2002-03-29  [2012-05-16]. （原始内容存档于2014-02-02）.
39. ↑  . 新快报. 2007-03-07  [2012-05-16]. （原始内容存档于2011-01-27）.
40. ↑  . 信息时报. 2007-03-07  [2012-05-16]. （原始内容存档于2014-02-03）.
41. ↑  7-ELEVEn广东. .   [2018-10-17]. （原始内容存档于2018-10-17）.
42. ↑  .   [2012-02-25]. （原始内容存档于2010-08-06）.
43. ↑  .   [2012-02-25]. （原始内容存档于2012-02-24）.
44. ↑  . 香港蘋果日報. 2016-04-14  [2022-01-10]. （原始内容存档于2016-04-16）.
45. ↑  .   [2008-02-29]. （原始内容存档于2008-02-16）.
46. ↑  .   [2020-03-13]. （原始内容存档于2020-07-07）.
47. ↑  .   [2020-03-13]. （原始内容存档于2020-03-23）.
48. ↑  .   [2020-03-13]. （原始内容存档于2020-03-23）.
49. ↑  .   [2020-03-13]. （原始内容存档于2020-03-23）.
50. ↑  .   [2020-03-13]. （原始内容存档于2020-07-07）.
51. ↑  .   [2010-10-06]. （原始内容存档于2010-10-14）.
52. ↑  7-Eleven Malaysia: Parcel services next （页面存档备份，存于）The Sun Daily，2019年5月8日
53. ↑  .   [2007-01-26]. （原始内容存档于2007-01-26）.
54. ↑  . 經濟日報. 2019-12-10  [2019-12-11]. （原始内容存档于2019-12-10）.
55. ↑  . 朝日新聞中文網.   [2019-07-08]. （原始内容存档于2019-07-08） （中文（臺灣））.
56. ↑  . The Japan Times Online. 2019-07-06  [2019-07-08]. ISSN 0447-5763. （原始内容存档于2019-07-08） （美国英语）.
57. ↑  . 轉角國際. 2019-08-01  [2020-05-29]. （原始内容存档于2020-06-07）.
58. 1 2  台灣便利商店全球最多？亞洲第一名其實是這國 （页面存档备份，存于）Yahoo!奇摩，2019年6月30日
59. ↑  臺灣 7-Eleven 新聞稿 （页面存档备份，存于），2003年7月11日
60. ↑  .   [2009-05-08]. （原始内容存档于2009-05-18）.
61. ↑  臺灣 7-Eleven 官方網站服務一覽，2007年6月11日
62. ↑  臺灣 7-Eleven 新聞稿 （页面存档备份，存于），2007年6月11日
63. ↑  林冠伶. . 上報 (世代傳媒). 2022-07-15  [2022-07-15]. （原始内容存档于2022-07-22） （中文（繁體））.

## 外部連結
- 官方网站：日本、美國、丹麥、瑞典、挪威、阿聯、臺灣、馬來西亞、新加坡、上海、香港、韓國、京津、廣東、成都、泰國
- 7-Eleven的Facebook專頁
- 7ElevenHongKong的Facebook專頁
- 711open的Facebook專頁
- OPEN小將的Facebook專頁
- 7eleven的Instagram帳戶
- 臺灣7-ELEVEN的Instagram帳戶
- 7-Eleven的X（前Twitter）
- 臺灣7-ELEVEN（页面存档备份，存于）的LINE官方帳號
- YouTube上的臺灣7-ELEVEN頻道
- 7BLOG